# اودا نوبوناگا
اُودا نُوبوناگا (نام رسمی) (به ژاپنی: 織田信長 Oda Nobunaga)، ( ۲۳ ژوئن ۱۵۳۴ – ۲۱ ژوئن ۱۵۸۲) یکی از سه متحدکنندهٔ ژاپن در اواخر دوره سنگوکو یا جنگ‌های داخلی ژاپن بود. ژاپن از سال ۱۴۶۷ میلادی و آغاز جنگ اونین دچار آشوب و جنگ‌های داخلی شده بود. نوبوناگا کوشید تا از لحاظ سیاسی ژاپن را یکپارچه کند و عمر خود را در کشورگشایی سپری کرد. وی در نهایت بر یک‌سوم دایمیوهای ژاپن پیروز شد.
نوبوناگا در سال ۱۵۳۴ در ولایت اُواری به دنیا آمد. در سال ۱۵۴۸ به دنبال بسته شدن یک قرارداد سیاسی مابین پدرش، اودا نوبوهیده، و دایمیوی ولایت مینو به نام سایتو دوسان، با نوهیمه سومین دختر دایمیوی مینو ازدواج کرد. نوبوناگا در سال ۱۵۵۱ پس از فوت ناگهانی پدرش جانشین وی شد و توانست تمام ولایت اُواری را تحت تسلط خود دربیاورد. در سال ۱۵۶۰، در نبرد اوکه‌هازاما، فئودال بزرگ ژاپن، ایماگاوا یوشیموتو، را شکست داد و با این پیروزی ناگهان در سراسر ژاپن به شهرت رسید. در ۱۵۶۸، بنا بر درخواست آشی‌کاگا یوشی‌آکی (شوگون پانزدهم) جهت پشتیبانی از وی به کیوتو، پایتخت وقت ژاپن، لشکرکشی کرد، اما پس از مدتی نوبوناگا شروع به محدود کردن قدرت شوگون کرد و قدرت اصلی را در پایتخت در دست خود گرفت. آشی‌کاگا یوشی‌آکی از اینکه دست‌نشاندهٔ نوبوناگا شده بود، راضی نبود و مخفیانه با دایمیوهای مناطق مختلف در ارتباط بود، تا توانست با ائتلاف با برخی از دایمیوها و رهبران پرقدرت مذهبی مانند رهبران معبد انریاکو در کوه هیئی و کننیو، رهبر فرقه هونگانجی، یک ائتلاف علیه نوبوناگا تشکیل دهد. از آغاز سال ۱۵۷۱ نوبوناگا حمله به جبههٔ مشترکی که ضد او تشکیل شده بود، را آغاز و دستور آتش زدن کوه هیئی را صادر کرد. در بهار سال ۱۵۷۳ نوبوناگا شوگون پانزدهم را به تبعید فرستاد. بدین ترتیب وی بعد از حدود ۲۴۰ سال به حکمرانی شوگون‌سالاری آشی‌کاگا پایان داد. در سال ۱۵۷۶ شوگون که توسط نوبوناگا از قدرت کنار گذاشته شده بود، بار دیگر با ارتباط برقرار کردن با خاندان پرقدرت موری ضد نوبوناگا قیام کرد. نوبوناگا توانست در دومین نبرد از نبردهای کیزوگاواگوچی (۱۵۷۸)، خاندان موری را شکست دهد. نوبوناگا در ۱۵۸۲ در حالی که در بالاترین سطح قدرت خود قرار داشت، نیمه‌شب مورد هجوم ژنرال ارشد خود، آکچی میتسوهیده، قرار گرفت. در این حمله که از آن با عنوان حادثه معبد هوننو یاد می‌شود، ابتدا نوبوناگا به‌شدت به مقابله با شورشیان پرداخت، اما پس از زخمی شدن به داخل معبد رفت و دست به عمل آیینی سپوکو زد و جان خود را گرفت.
نوبوناگا توانست پایهٔ وحدت ملی را در ژاپن بنیان‌گذاری کند. جانشین وی تویوتومی هیده‌یوشی، که حامی وفادار نوبوناگا بود، سرانجام به اولین کسی تبدیل شد که پس از جنگ اونین بر تمام خاک ژاپن حکم راند. نوبوناگا علاقهٔ مخصوصی به مراسم چای ژاپنی و جمع‌آوری وسایل آن، اسب خوب، شمشیر، بازداری، و تماشای سومو داشت. طبق نظرسنجی یکی از برنامه‌های تلویزیونی نیپون تلویژن برای تعیین ۱۰۰ شخصیت تاریخی محبوب، نوبوناگا محبوب‌ترین شخصیت تاریخی در جهان از نظر ژاپنی‌هاست.

## وضعیت زمانه
دوره سنگوکو (۱۶۰۰–۱۴۶۷ میلادی) یا دوره جنگ‌های داخلی ژاپن از میانه‌های قرن پانزدهم تا آغاز قرن هفدهم به درازا کشید. در این دوره گکوکوجو (از لحاظ لغوی به معنای براندازی و فراتر رفتن از مافوق) رواج یافت و کسانی که از نظر مقام اجتماعی فرودست بوده اما در جنگیدن مهارت داشتند، با پیروزی در نبردها، موفق به در دست گرفتن قدرت در یک منطقه شدند. بدین ترتیب بسیاری از شوگو‌ها یا فرمانداران محلی برانداخته شده و جای خود را به دایمیوهای پرقدرت دورهٔ سنگوکو (امیران محلی) دادند. دایمیوهای سنگوکو هرکدام با برپایی جنگ‌ها، تلاش می‌کردند وسعت منطقه تحت نفوذ خود را افزایش دهند. هدف نهایی آن‌ها یکپارچه کردن ژاپن، براندازی شوگون‌سالاری آشیکاگا و نشستن برجای این خاندان بود. دورهٔ پایانی سنگوکو، آزوچی–مومویاما (۱۵۶۸ تا ۱۶۰۰ میلادی) نامیده می‌شود. در این دوره پایهٔ وحدت ملی در ژاپن بنیان گذاشته شد. ابتدا اودا نوبوناگا کوشید تا از لحاظ سیاسی کشور را یکپارچه کند و بر یک‌سوم کشور تسلط یافت. سپس جانشین او تویوتومی هیده‌یوشی زبده‌ترین ژنرال ارتش وی، به آرزوی او جامهٔ عمل پوشاند و تمام کشور را متحد کرد. عنوان دوره آزوچی–مومویاما از نام قلعه‌های آزوچی (متعلق به اودا نوبوناگا)، و مومویاما (نام دیگر قلعه فوشیمی) (متعلق به تویوتومی هیده‌یوشی) گرفته شده‌است.

## پیشینه خانوادگی

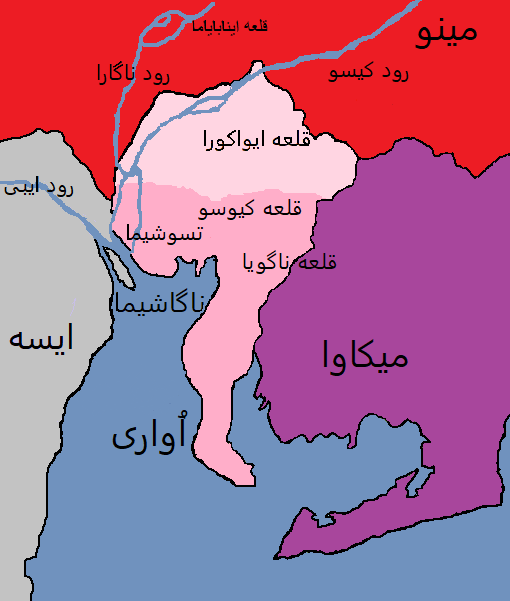
نقشه ولایت اُواری در سال ۱۵۵۵ میلادی، قلعه ایواکورا در قسمت بالایی ولایت و قلعه کیوسو در قسمت پایینی آن قرار دارد.

قبل از جنگ اونین، خاندان اودا به عنوان معاون فرماندار در ولایت اُواری مشغول به کار بودند. پس از جنگ اونین ولایت اُواری به دو قسمت بالایی و پایینی که هر کدام دارای چهار بخش بود، تقسیم شد. خاندان اودا نیز در طی زمان به چندین شاخه تقسیم شدند. از این پس در قسمت بالایی یک شاخه از خاندان اودا در قلعه ایواکورا مقیم شدند و در قسمت پایینی ولایت شاخه دیگری از این خاندان در قلعه کیوسو اقامت گزیدند و هر یک جداگانه به عنوان معاون فرماندار منصوب شدند.
پدر و پدربزرگ اودا نوبوناگا که رهبری شاخهٔ دیگری از خاندان اودا را برعهده داشتند، خاندان مالک و ثروتمندی بودند که به معاون فرماندار چهار بخش زیرین ولایت خدمت می‌کردند. بعد از جنگ اونین از چهار بخش پایینی ولایت اُواری دو بخش آن به تملک یک شاخه از خاندان آشیکاگا درآمده بود. پدر و پدربزرگ نوبوناگا توانستند این دو بخش را به تملک خویش دربیاورند و با در اختیار گرفتن شهر تسوشیما و معبد تسوشیما از نظر ثروت در بالاترین مرتبه در ولایت اُواری قرار بگیرند. ثروت خانواده نوبوناگا از راه کشاورزی نبود بلکه بیشتر از راه دریافت مالیات بود. این مالیات از کشتی‌هایی گرفته می‌شد که در رود کیسو و خلیج ایسه رفت‌وآمد می‌کردند. نوبوهیده قصد یکپارچه کردن ولایت اُواری و گسترش منطقه خود را داشت و برای رسیدن به این منظور از سه جبهه وارد جنگ شد. نخست چندین بار با معاون فرماندار قسمت پایینی ولایت اُواری و صاحب قلعه کیوسو درگیر شد. از طرف دیگر چندین بار به ولایت مجاور مینو حمله کرد که دایمیوی آن سایتو دوسان، توانست با هجوم وی مقابله کند و زمین‌های ازدست‌رفته را پس بگیرد. جبهه سوم خاندان ایماگاوا بود. منطقه اصلی خاندان ایماگاوا ولایت توتومی و ولایت سوروگا بود. در این زمان دایمیوی ولایت میکاوا (پدر توکوگاوا ایه‌یاسو) بسیار ضعیف شده، به‌گونه‌ای که خاندان ایماگاوا توانسته بود ولایت میکاوا را نیز تحت کنترل خود درآورد و با ولایت اُواری همسایه شود. نوبوهیده توانست یک قلعه متعلق به خاندان ایماگاوا به نام قلعه ناگویا واقع در غرب ولایت میکاوا را تصرف کند. برای جلوگیری از پیشرفت خاندان ایماگاوا ابتدا خود از قلعه شوباتا به این قلعه نقل مکان کرد و سپس در سال ۱۵۳۹ قلعه دیگری در نزدیکی آن ساخت و محل سکونت جدید خود قرار داد. نوبوهیده از آنجایی که جنگیدن در سه جبهه را مشکل یافت ترجیح داد با معاون فرماندار اُواری و سایتو دوسان، دایمیوی ولایت مینو، صلح کند و برای تحکیم دوستی با ولایت مینو دختر دوسان را به ازدواج نوبوناگا درآورد.

## اوایل زندگی
اودا نوبوناگا در ۲۳ ژوئن ۱۵۳۴ در قلعه شوباتا به دنیا آمد و در دوران کودکی به نام کیپوشی خوانده می‌شد. نوبوناگا نخستین فرزند پسر مشروع اودا نوبوهیده بود. مادر وی تسوچیدا گوزن نام داشت. پدر نوبوناگا هنگامی که فرزندش تنها ۵ سال داشت وی را از مادرش جدا کرد و به عنوان مالک قلعه ناگویا به همراه هیراته ماساهیده و سه مربی دیگر جهت هدایت و پرورش به قلعهٔ ناگویا فرستاد و خود به همراه دیگر اعضای خانواده به قلعه فوروواتاری نقل مکان کرد.
در دوران کودکی و اوایل سال‌های نوجوانی، وی به مفارقت و رفت‌وآمد با دیگر جوانان ولایتش، بدون هیچ توجهی به مقام و رتبهٔ اجتماعی خاندان خود شهرت داشت. وی همچنین اهمیتی به برازندگی پوشش و رفتارهای خود نمی‌داد. با شلواری کوتاه و بلوزی بدون آستین در شهر رفت‌وآمد می‌کرد و بی‌اعتنا به نظر مردم در حین راه رفتن کیک برنج یا خرمالو می‌خورد. در مراسم عزاداری بودائیان مرسوم است که لباس مخصوص عزاداری پوشیده شود و شرکت‌کنندگان کمی عود پودرشده را مابین انگشت نشانه و شست گرفته و سپس آن را بر روی عودسوز می‌ریزند. نقل است که نوبوناگا در مراسم خاکسپاری پدرش با لباس همیشگی و نامناسبش دیرتر از مهمانان یک‌دفعه ظاهر شد و در پیش چشم حیرت‌زدهٔ دیگران مشتی عود برداشت و به طرف محراب مراسم عزاداری پرت کرد. به همین سبب نوبوناگا در دوره نوجوانی و اوایل جوانی به عنوان «خُل اُواری» شهرت پیدا کرده بود.
در زمان وارد شدن سلاح گرم به ژاپن، او به سلاح گرم که به آن تانه‌گاشیما (تفنگ شمخال) گفته می‌شد، توجه و علاقه نشان داد. وی به شکار شاهین و شنا علاقه داشت و از ماه مارس تا سپتامبر در رودخانه شنا می‌کرد و در یادگیری فنون اسب‌سواری و به‌کارگیری اسلحه بسیار دقیق و کوشا بود.

### نخستین ازدواج

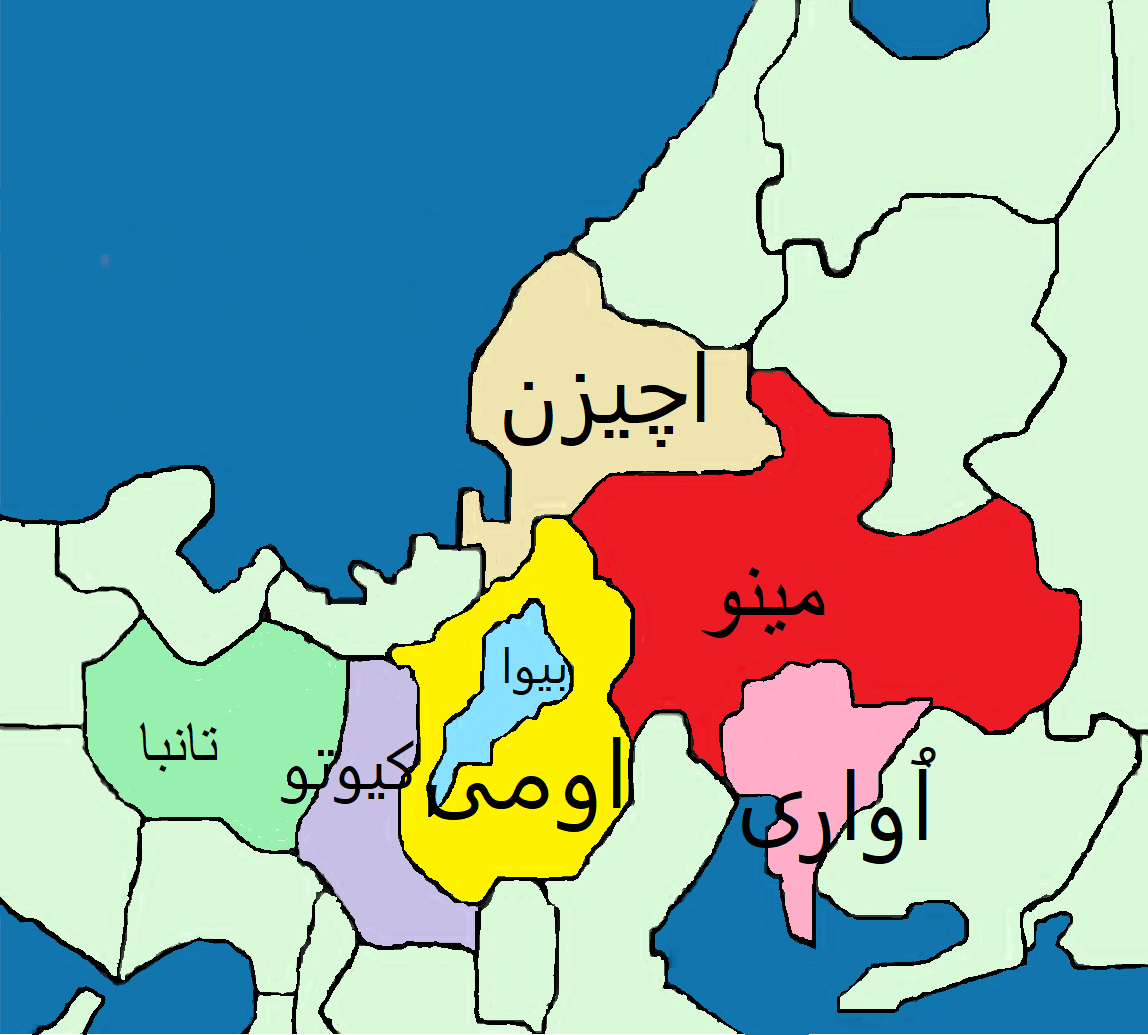
در این نقشه متعلق به سال ۱۵۴۸، ولایت اُواری با رنگ صورتی و ولایت مینو (منطقه متعلق به خاندان سایتو) با رنگ قرمز نشان داده شده‌است. در این سال یک قرارداد سیاسی بین دو خاندان اودا و سایتو بسته شد.

در سال ۱۵۴۸ به‌دنبال بسته شدن یک قرارداد سیاسی مابین پدرش و دایمیوی ولایت مینو بنام سایتو دوسان، با نوهیمه سومین دختر دایمیوی مینو ازدواج کرد اما از این ازدواج هیچ فرزندی حاصل نشد.

## از جانشینی پدر تا متحد کردن اُواری
در ۱۵۵۱ پدرش اودا نوبوهیده ناگهان به علت بیماری درگذشت و نوبوناگا در ۱۷ سالگی جانشین وی شد.
در ۱۵۵۳ هیراته ماساهیده که از کودکی نوبوناگا مسئول پرورش و تربیت او بود، هاراکیری کرد؛ بنا بر فرضیه‌ها این هاراکیری در اعتراض یا احساس مسئولیت در برابر رفتارهای ناسنجیدهٔ نوبوناگا بوده‌است. خودکشی وی سبب غم و اندوه شدید نوبوناگا شد و برای بزرگداشت استادش معبد سیشو را ساخت. در همین سال پدرزن نوبوناگا، سایتو دوسان که آوازه رفتارهای غیرعادی وی را شنیده بود، تصمیم گرفت برای اولین بار در معبدی در مرز دو ولایت با داماد خود ملاقات کند. صحنهٔ این ملاقات در بسیاری از رمان‌ها و فیلم‌های مربوط به نوبوناگا به عنوان نقطه عطفی در تحول شخصیت وی آمده‌است. در این دیدار نوبوناگا برخلاف گذشته با پوششی بسیار آراسته ظاهر شد و آداب اجتماعی را که تاکنون به آن بی‌اعتنا بود، به نحو احسن بجا آورد.

### تسلط بر چهار بخش پایینی اُواری
در ۱۵۵۵ نوبوناگا با اودا نوبوتومو ارباب و صاحب قلعه کیوسو درگیر شد. نوبوتومو بعد از مرگ پدر نوبوناگا به دو قلعهٔ متعلق به نوبوناگا حمله و این دو قلعه را تصاحب کرده بود. پاسخ نوبوناگا به این حمله به نبرد کایاتزو انجامید و سرانجام نوبوناگا توانست وی را شکست دهد و خود ارباب قلعه کیوسو شود. به این ترتیب نوبوناگا فرمانروایی چهار بخش پایین ولایت اُواری را به دست آورد.

### کشتن برادر
در ۱۵۵۶ بر سر جانشینی پدر، برادر تنی نوبوناگا به نام اودا نوبویوکی با حمایت شیباتا کاتسوایه و هایاشی هیده‌سادا در برابر نوبوناگا شورش کرد. این شورش منجر به نبرد اینو شد و شورشیان در برابر نوبوناگا شکست خوردند، اما پس از مداخلهٔ مادر نوبوناگا (تسوچیدا گوزن)، شورشیان عفو شدند. با این حال، نوبویوکی در ۱۵۵۷ دوباره قصد شورش کرد. نوبوناگا از این توطئه توسط شیباتا کاتسوایه مطلع شد. او به‌دروغ خود را به بیماری زد. سپس هنگامی که برادرش در قلعه کیوسو به عیادت وی آمد، او را به قتل رساند.

### یکپارچه کردن اُواری

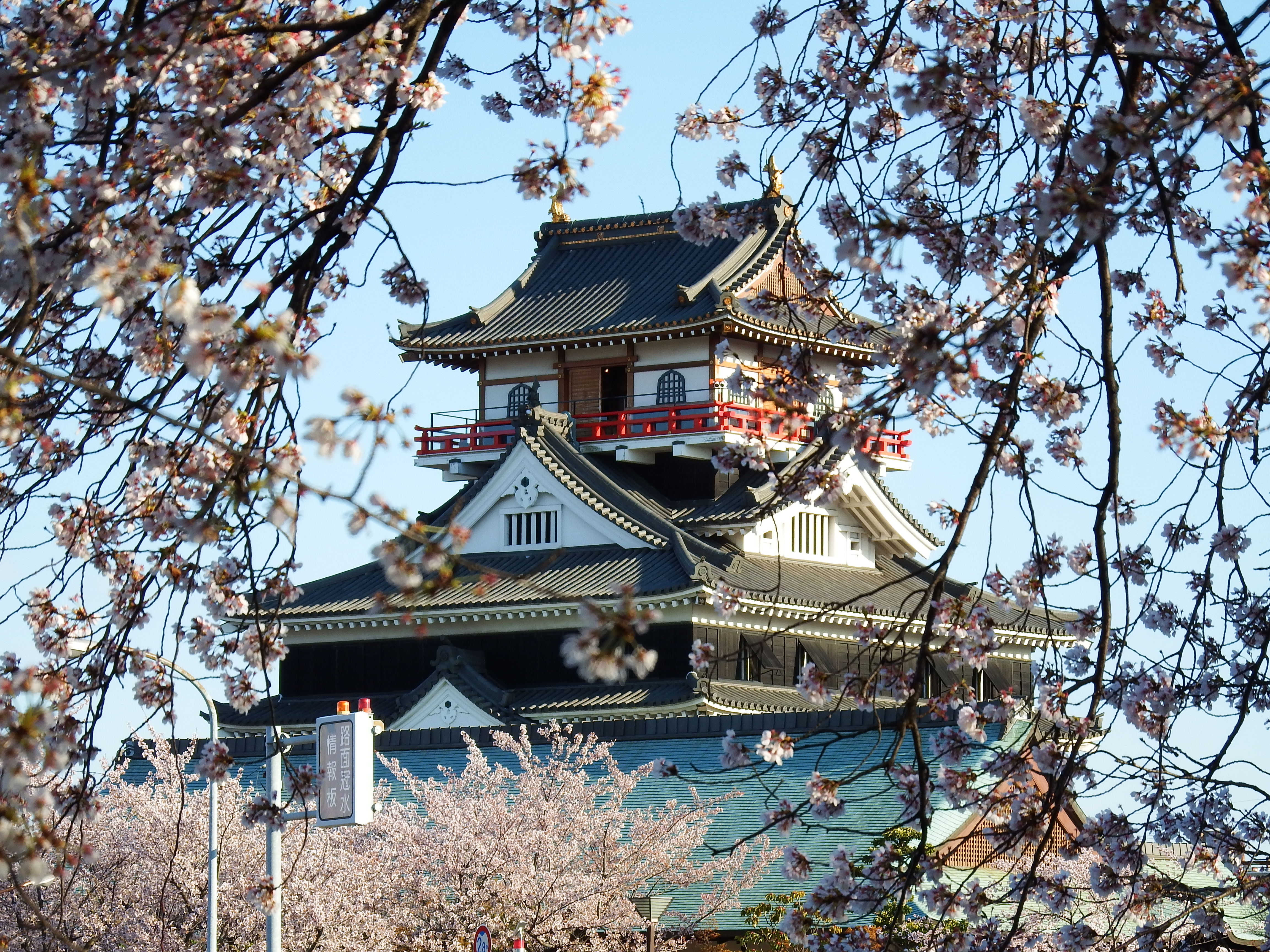
قلعه کیوسو

در ۱۵۵۶ سایتو دوسان، پدرزن نوبوناگا، در نبرد ناگارا-گاوا در مقابل پسرش سایتو یوشیتاتسو قرار گرفت و در این جنگ کشته شد. سایتو دوسان قبل از مرگ، دامادش نوبوناگا را وارث خود قرار داد. در این زمان اودا نوبوکاتا، معاون فرماندار چهار بخش بالایی ولایت اُواری و ارباب قلعه ایواکورا، با سایتو یوشیتاتسو، برادرزن نوبوناگا و حکمران جدید ولایت مینو، متحد شد و بدین ترتیب رابطهٔ وی با نوبوناگا به دشمنی گرایید. در ۱۵۵۸ نوبوناگا در نبرد اوکینو با نوبوکاتا درگیر شد و توانست وی را شکست دهد. سال بعد نیروهای نوبوناگا قلعه ایواکورا، متعلق به نوبوکاتا، را چندین ماه محاصره کردند که در نتیجهٔ آن، نوبوکاتا مجبور به تسلیم شد. نوبوناگا با شکست وی توانست تمام ولایت اُواری را تحت تسلط خود درآورد.

## بسوی قدرت

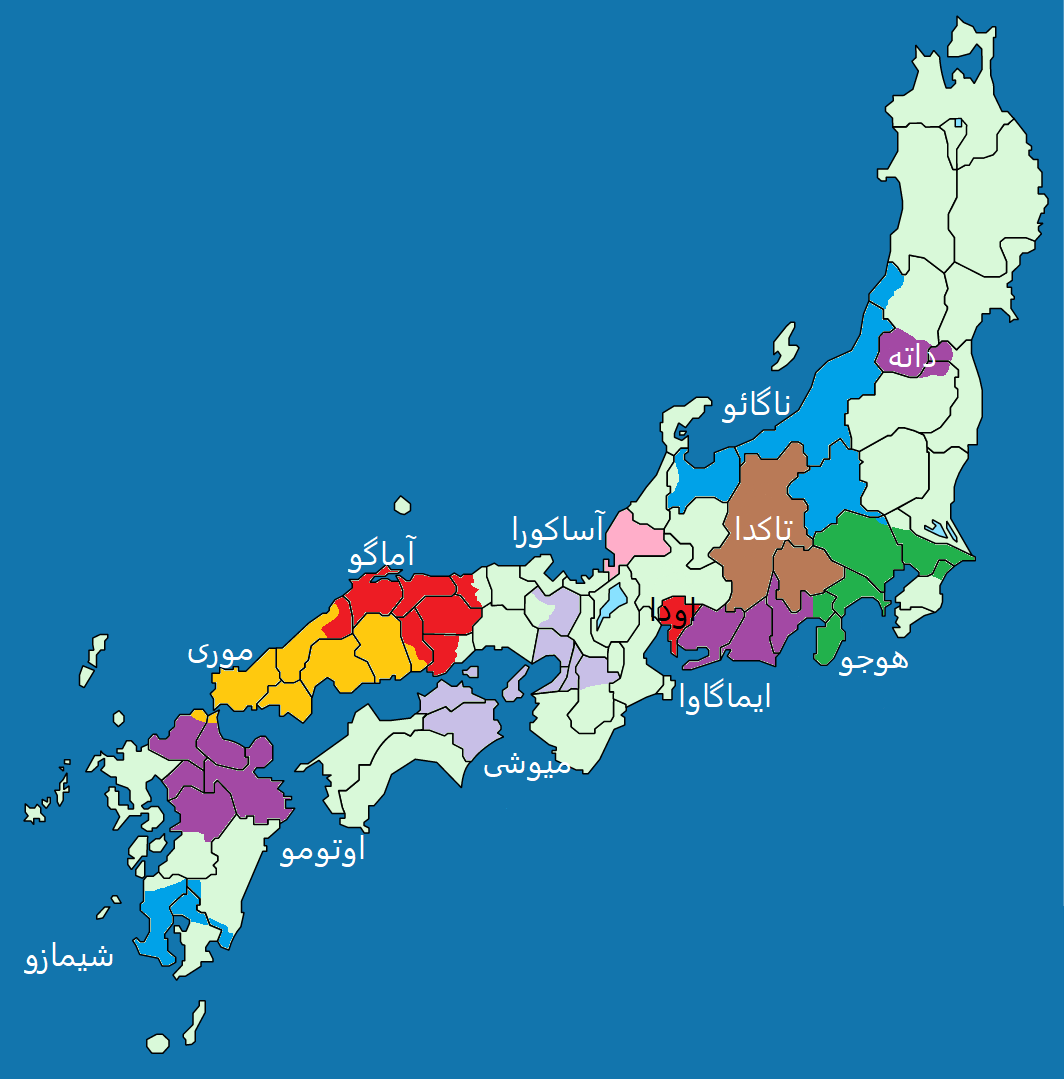
نقشه ژاپن در ۱۵۶۰ (نبرد اوکه‌هازاما)
قهوه‌ای: تاکدا شینگن
بنفش (مرکز): ایماگاوا یوشیموتو (از راست به چپ شامل سه ولایت سوروگا، توتومی و میکاوا) منطقه اصلی خاندان ایماگاوا ولایت توتومی و ولایت سوروگا بود. در این زمان دایمیوی ولایت میکاوا (پدر توکوگاوا ایه‌یاسو) بسیار ضعیف شده، به‌گونه‌ای که خاندان ایماگاوا توانسته بود ولایت میکاوا را نیز تحت کنترل خود درآورد و با ولایت اُواری همسایه شود.
قرمز (مرکز): اودا نوبوناگا (ولایت اُواری)

### نبرد اوکه‌هازاما
نوبوناگا در ۱۵۶۰ طی نبرد اوکه‌هازاما، حملهٔ ایماگاوا یوشیموتو را دفع کرد و او را شکست داد. نوبوناگا با این پیروزی ناگهان در سراسر ژاپن به شهرت رسید. پیروزی او از این جهت غیرمنتظره بود که ایماگاوا یوشیموتو دایمیوی بزرگی بود که بر ولایت‌های سوروگا، توتومی و میکاوا فرمان می‌راند، اما منطقهٔ زیر سلطهٔ نوبوناگا تنها ولایت اُواری بود. پس از مرگ یوشیموتو پسرش جانشین وی شد، اما وی توانایی‌های پدرش را نداشت. تاکدا شینگن، رهبر خاندان تاکدا، و توکوگاوا ایه‌یاسو که فرصت را مناسب دیدند، پیمان اتحادی بستند با این هدف که قلمرو ایماگاوا را تسخیر و بین خودشان تقسیم کنند. نیروهای ایه‌یاسو ولایت توتومی را تصرف کردند. این درحالی بود که نیروهای شینگن پیش از آن ولایت سوروگا (که شامل پایتخت ایماگاوا یعنی سونپو بود) را اشغال کرده بودند.

### اتحاد با توکوگاوا ایه‌یاسو و تاکدا شینگن
در سال ۱۵۶۲ نوبوناگا در محل اقامتش در قلعه کیوسو قرارداد وحدتی به نام «اتحاد کیوسو» با توکوگاوا ایه‌یاسو امضا کرد. همچنین برای تحکیم اتحاد سیاسی بین دو خاندان، قرار ازدواج پسر ارشد ایه‌یاسو، نوبویاسو با دختر نوبوناگا، توکوهیمه در حالی که هر دو خردسال بودند، گذاشته شد. در این زمان نوبوناگا که خود را برای حمله به ولایت مینو آماده می‌کرد لازم دید برای پیشگیری حمله از نواحی شمال شرقی اُورای با تاکدا شینگن، دایمیوی پرقدرت ولایت کای، متحد شود. در جهت تحکیم این اتحاد دختر خواهر نوبوناگا ریوشو این به عنوان همسر اصلی پسر شینگن، تاکدا کاتسویوری، عروس خاندان تاکدا شد. همچنین ششمین دختر شینگن به نام ماتسوهیمه (۷ ساله) نیز به نامزدی پسر ارشد نوبوناگا، اودا نوبوتادا (۱۱ ساله)، درآمد اما قرار بر آن شد دختر شینگن تا رسیدن به سن بلوغ در خاندان تاکدا باقی بماند.

### تصرف ولایت مینو
در ۱۵۶۱ سایتو یوشیتاتسو (رهبر خاندان سایتو و برادرزن نوبوناگا) درگذشت و پسرش سایتو تاتسواوکی جانشین وی شد. پس از آنکه نوبوناگا و توکوگاوا ایه‌یاسو توانستند خاندان ایماگاوا را شکست دهند، نوبوناگا در موقعیت امن‌تر و قوی‌تری قرار گرفت و تمرکز خود را به همسایه شمالی‌اش ولایت مینو معطوف کرد. نوبوناگا بهانهٔ حمله را انتقام قتل پدرزنش از نوه و وارثِ قاتل او اعلام کرد و به ولایت مینو حمله کرد. در ۱۵۶۷ نیروهای نوبوناگا به هدف نابودی سایتو تاتسواوکی به محاصره قلعه اینابایاما دست زدند که در نهایت موجب سقوط قلعه و تصرف ولایت مینو شد. بدین ترتیب نوبوناگا به دایمیوی دو ولایت اُواری و مینو تبدیل شد.

## به سوی سلطه بر ژاپن

### وضعیت پایتخت
در کیوتو قدرت اصلی در دست خاندان میوشی و رهبر آن میوشی ناگایوشی از اهالی ولایت آوا بود. وی به هدف متحد کردن ژاپن رژیمی را به وجود آورده بود که بعدها نوبوناگا با متحد کردن ولایت‌های مختلف توانست آن را توسعه دهد. ناگایوشی به قدری قدرت گرفته بود که توانست ۱۰ ولایت را تصرف کند و اکثر این ولایت‌ها در اطراف پایتخت قرار داشتند. این در حالی بود که دایمیوی پرقدرتی مانند تاکدا شینگن در همان زمان تنها صاحب دو ولایت بود. ناگایوشی توانسته بود شوگون سیزدهم آشیکاگا یوشی‌ترو را دست‌نشاندهٔ خود کند. پس از مرگ ناگایوشی در سال ۱۵۶۴، خاندان میوشی رهبری میوشی یوشیتسوگو پسرخواندهٔ وی را پذیرفت. با این حال، از آنجا که یوشیتسوگو جوان بود، امور خاندان، توسط سه نفر که به سه ژنرال میوشی شهرت دارند، اداره می‌شد.
شوگون سیزدهم، آشیکاگا یوشی‌ترو، که آلت دست میوشی ناگایوشی شده بود پس از مرگ وی فرصت را مناسب دید و به تقویت قدرت شوگون‌سالاری پرداخت. وی با تاکدا شینگن، اوئسوگی کنشین و آساکورا یوشی‌کاگه و سایر دایمیوها به‌طور پنهانی تماس برقرار کرد و از آن‌ها خواست که به پایتخت بیایند. سه ژنرال میوشی و ملازم پرقدرت خاندان میوشی ماتسوناگا هیساهیده چنین اقداماتی را خطرناک یافتند و در روز ۱۹ مه ۱۵۶۵ کودتایی را ترتیب داده و یوشی‌ترو را در محل اقامتش به قتل رساندند. سه سال بعد از این واقعه در سال ۱۵۶۸ خاندان میوشی پسرعموی شوگون سیزدهم به نام آشیکاگا یوشی‌هیده را به عنوان شوگون چهاردهم به منصب رساندند.

### تسخیر پایتخت
در ۱۵۶۸ میلادی، برادر کوچکتر شوگون سیزدهم، آشی‌کاگا یوشی‌آکی پس از آنکه درخواست کمکش توسط دیگر دایمیوها رد شد، از نوبوناگا درخواست کرد که به کیوتو لشکرکشی کند. یوشی‌آکی می‌خواست که انتقام خون برادرش را از قاتلان وی و همچنین شوگون چهاردهم آشی‌کاگا یوشی‌هیده بگیرد. نوبوناگا توافق کرد که یوشی‌آکی را به عنوان شوگون جدید منصوب کند تا بتواند از این فرصت برای ورود به کیوتو، استفاده کند.
نوبوناگا به کیوتو رسید و خاندان میوشی را از آن شهر اخراج کرد. وی یوشی‌آکی را به عنوان شوگون پانزدهم به منصب رساند. نوبوناگا منصب معاون شوگون (کانری) را که از طرف شوگون پانزدهم به وی پیشنهاد شده بود نپذیرفت و پس از مدتی شروع به محدود کردن قدرت شوگون کرد. نوبوناگا در آغاز سال ۱۵۷۰ فرمانی با ۵ ماده به شوگون نوشت که اعمال شوگون را تحت کنترل نوبوناگا درمی‌آورد.

### نخستین محاصره

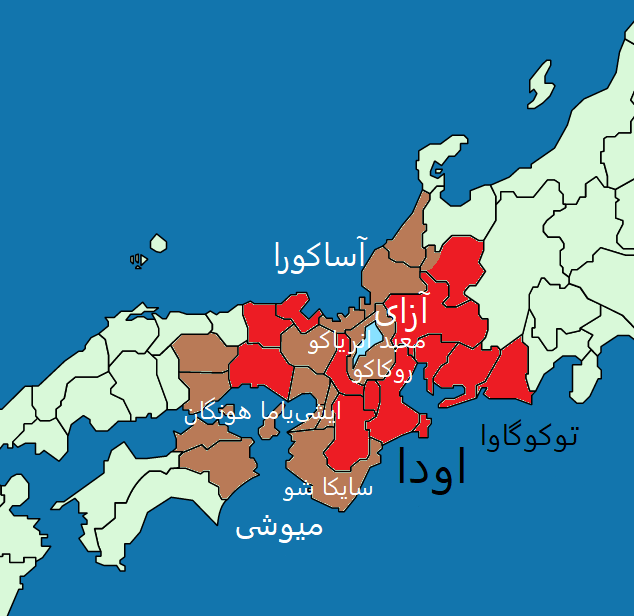
مناطق قهوه‌ای رنگ مناطق محاصره‌کنندگان و مناطق قرمز رنگ متحدان نوبوناگا را در سال ۱۵۷۰ میلادی و در طی اولین محاصره نشان می‌دهد.

در آوریل ۱۵۷۰ نوبوناگا از تمامی دایمیوهای اطراف پایتخت درخواست کرد که به منظور ادای احترام به امپراتور و شوگون در پایتخت حضور یابند. در واقع نوبوناگا به این بهانه می‌خواست دریابد که چه کسانی از امر وی سرپیچی می‌کنند و بدین وسیله دوست را از دشمن تفکیک دهد. تنها کسی که به دعوت وی پاسخ نداد آساکورا یوشی‌کاگه دایمیوی ولایت اچیزن بود. خاندان آساکورا همواره با خاندان آشیکاگا روابط دوستانه‌ای داشتند و شوگون قبل از اینکه از نوبوناگا درخواست لشکرکشی به پایتخت کند از آساکورا یوشی‌کاگه درخواست کمک کرده بود، اما یوشی‌کاگه به علت درگیری در جنگ‌های داخلی فرصت یاری رساندن به شوگون را نداشت. نوبوناگا نگران بود که یوشی‌کاگه با شوگون جدید متحد شده و علیه وی اقدام کنند؛ به همین جهت به‌سرعت حمله به قلمرو خاندان آساکورا در ولایت اچیزن را آغاز کرد. در این حمله سپاه توکوگاوا ایه‌یاسو نیز با سپاه وی همراه بود. اودا توانست یکی از قلعه‌های مهم خاندان آساکورا را متصرف شود.
مسیری که او انتخاب کرده بود از قلمروی خاندان آزای، ولایت اومی، می‌گذشت. سپس نوبوناگا به قصد تصرف قلعه اصلی این خاندان، قلعه ایچیجودانی، سپاهش را به حرکت درآورد. نوبوناگا خواهرش اوایچی را به عقد آزای ناگاماسا (دایمیوی ولایت اومی) درآورده و با این ولایت روابط سیاسی برقرار کرده بود. از طرف دیگر خاندان آزای با خاندان آساکورا از قدیم روابط گرمی داشتند و هم‌پیمان بودند. در حین حرکت به اطلاع نوبوناگا رساندند که آزای ناگاماسا به وی خیانت کرده و به یاری خاندان آساکورا شتافته و سپاهش را به قصد حمله به نوبوناگا به حرکت درآورده است. از سوی دیگر یک سپاه نیز حمله به سپاه نوبوناگا را آغاز کرد. بدین صورت نوبوناگا از طرف غرب و شرق و جنوب مورد محاصره قرار گرفت (در سمت شمال وی دریا بود). در این هنگام نوبوناگا که نگران شکست و عواقب آن ازجمله سقوط پایتخت به دست سپاه مشترک آزای–آساکورا بود، دست به اقدام عجیبی زد. او خود به همراه چند سپاهی دیگر از منطقه به‌طور پنهانی عقب‌نشینی کرد و ژنرال ارشدش تویوتومی هیده‌یوشی و متحدش توکوگاوا ایه‌یاسو را در منطقه باقی گذاشت. پس از آن خود را به پایتخت رسانده و به تجدید قوا و جمع‌آوری سپاه پرداخت.

### ترور
در هنگامی که نوبوناگا در حال تجهیز قوا برای حمله مجدد بود، در ۲ ژوئیه سال ۱۵۷۰ میلادی روز نوزدهم در حال حرکت در جاده، از فاصله تقریباً ۲۰ متری شخصی بنام سوگیتانی زنجوبو با تفنگ دو تیر به سمت وی شلیک کرد که بر اثر آن نوبوناگا تنها یک خراش سطحی برداشت. سوگیتانی زنجوبو سپس بلافاصله از محل گریخت. این حادثه به عنوان اولین اقدام برای ترور یک شخصیت سیاسی توسط تفنگ در تاریخ ژاپن شناخته می‌شود.

### نبرد آنه‌گاوا
در سال ۱۵۷۰ نوبوناگا به قصد نبرد با خاندان آزای حرکت کرد. سپاه مشترک اودا–توکوگاوا توانست در نبرد آنه‌گاوا سپاه مشترک آزای–آساکورا را سخت شکست دهد و قلعهٔ اصلی خاندان آزای به نام قلعه اودانی را محاصره کند. طی این محاصره نوبوناگا مجبور شد محاصره را رها کند تا بتواند برای جنگ با باقیماندهٔ خاندان میوشی به سمت ولایت ستسو حرکت کند. سه ژنرال میوشی سپاه بزرگی فراهم کرده و دو قلعه در نزدیکی معبد هونگان ساخته بودند. این درگیری به نبرد قلعه نودا . قلعه فوکوشیما شهرت دارد که با شکست نوبوناگا پایان یافت.
وقتی نوبوناگا درگیر نبرد قلعه نودا . قلعه فوکوشیما بود، سپاه خاندان آساکورا به همراه بخشی از سپاه خاندان آزای در ۱۶ سپتامبر ۱۵۷۰ به قلعه‌ای که نوبوناگا در غرب دریاچه بیوا ساخته بود، حمله بردند. این قلعه توسط موری یوشی‌ناری، ژنرال ارشد نوبوناگا، و اودا نوبوهارو، برادر نوبوناگا، محافظت می‌شد. قلعه سقوط کرد و مدافعانش از جمله برادر و ژنرال ارشد نوبوناگا همگی کشته شدند. نوبوناگا با شنیدن این خبر به سمت منطقه حرکت کرد. سپاه آساکورا–آزای از محل گریختند و خود را به پایین کوه هیئی رساندند. در بالای این کوه معبد انریاکو قرار داشت که منطقه‌ای مقدس به‌شمار می‌آمد. کوه هیئی توسط راهبان مسلح و قدرتمندی که سوهی نامیده می‌شدند، محافظت می‌شد. بدین ترتیب سپاه آساکورا–آزای خود را در پناه سوهی‌ها قرار دادند. نوبوناگا به رهبران معابد کوه هیئی پیغام داد که «یا از من طرفداری کنید یا میانه را برگزینید. در غیر اینصورت کوه را به آتش می‌کشم.» اقامت سپاه ۳۰٬۰۰۰ نفری آساکورا–آزای در کوه هیئی ۲ ماه ادامه داشت. در ۲۱ دسامبر برادر دیگر نوبوناگا به نام اودا نوبواوکی توسط شورشیان بودایی ناگاشیما کشته شد، و نوبوناگا خود را ملزم یافت که با این شورشیان نیز بجنگد. از طرف دیگر زمستان نزدیک و تهیه غذا برای ۳۰٬۰۰۰ نفر سپاه آساکورا–آزای در طولانی مدت دشوار بود. بارش برف بازگشت سپاهیان به ولایتشان را بسیار دشوار می‌کرد. از این رو آساکورا یوشی‌کاگه که از نابودی کامل سپاهش بیم داشت، با بارش اولین برف در ۱۴ دسامبر از امپراتور اوگیماچی (۱۵۱۷–۱۵۸۶) درخواست کرد که واسطهٔ صلح بین وی و نوبوناگا شود. در این زمان نوبوناگا نیز صلح را به صلاح خود می‌دید. بعد از قرارداد صلح سپاه آساکورا کوه هیئی را ترک کرد و به ولایت خود بازگشت.

### دومین محاصره
آشی‌کاگا یوشی‌آکی خوش نداشت دست‌نشانده نوبوناگا باشد. او مخفیانه با دایمیوهای مناطق مختلف در ارتباط بود تا بتواند اتحادی علیه نوبوناگا تشکیل دهد. گروه‌هایی که به دعوت شوگون برای نابودی نوبوناگا پاسخ دادند و برای دومین محاصره علیه نوبوناگا آماده شدند، عبارت بودند از: رهبران پرقدرت مذهبی مانند رهبران فرقه تندای مستقر در معبد انریاکو در کوه هیئی، رهبر فرقه هونگانجی (یکی از فرقه‌های شین بودیسم)، سه ژنرال میوشی، روکاکو یوشی‌کاتا، خاندان آساکورا و خاندان هم‌پیمانش خاندان آزای، و نیز ماتسوناگا هیساهیده که مدتی به خدمت نوبوناگا درآمده بود.

### آتش زدن کوه هیئی
در آن زمان مقدس‌ترین معبد فرقه تندای، معبد انریاکو، در کوه هیئی واقع شده بود. معبد انریاکو شامل معابد فرعی متعدد دیگری نیز در این کوه می‌شد. معبد انریاکو با جمع‌آوری مالیات‌های مخصوص طی قرن‌ها ثروت عظیمی اندوخته بود. در دوره هی‌آن (۷۹۴–۱۱۸۵) جهت محافظت از دارایی‌های معابد بودایی، تجهیز نظامی و به‌کارگیری راهبان مسلح آغاز شد. این راهبان جنگجو سوهی نامیده می‌شدند و در طی قرن‌ها به‌تدریج چنان قدرتی یافته بودند که نه تنها مردم عادی و سامورایی‌ها بلکه امپراتور نیز از قدرت آنان در هراس بود. از اواسط قرن پانزدهم درگیری بین راهبان جنگجوی فرقه‌های بودایی ژاپن شدت گرفت و این درگیری‌های فرقه‌ای به‌طور روزافزونی کشته برجا می‌گذاشت. همچنین طرز زندگی راهبان بودایی به راه فساد و سقوط افتاده بود. لوئیس فرویس میسیونر مسیحی در کتاب مقایسه فرهنگ ژاپن و اروپا راهبان بودایی آن زمان را چنین توصیف می‌کند:
نوبوناگا پس از ورود به پایتخت فرمانی صادر کرد که از آن پس هر زمینی که معابد از طریق جنگ یا راه‌های غیرقانونی متصرف شوند، توسط فرمانداران مصادره خواهد شد. آساکورا یوشیکاگه (دایمیوی ولایت اچیزن) زمینی‌هایی در ولایت مینو را از طرف خود به معبد انریاکو اهدا کرده بود. این در حالی بود که نوبوناگا یکسال قبل ولایت مینو را تصرف کرده بود و مالکیت این زمین‌ها را حق خود می‌دانست. بنابراین دستور مصادره این زمین‌ها را صادر کرد. معبد انریاکو بخاطر مصادرهٔ این زمین‌ها به دربار شکایت کرد، اما راه بجایی نبرد. پس از آن معبد انریاکو با آساکورا یوشی‌کاگه و شوگون پانزدهم جهت همکاری برای نابودی نوبوناگا به‌طور پنهانی ارتباط برقرار کرد.
از آغاز سال ۱۵۷۱ نوبوناگا حمله به جبههٔ مشترکی که ضد او تشکیل شده بود را آغاز کرد. در ۲۹ سپتامبر دستور آتش زدن کوه هیئی را صادر کرد. در حمله سپاه نوبوناگا هر چه معبد در پایین این کوه قرار داشت سوزانده شد و حدود ۳۰۰۰–۴۰۰۰ نفر از راهبان و ساکنان این کوه از زن و مرد سربریده شدند.
نوبوناگا کوکی که توسط ملازم نوبوناگا نوشته شده‌است، معتبرترین منبع در مورد حوادث مربوط به نوبوناگا به‌شمار می‌آید. در نوبوناگا کوکی و بسیاری از منابع دست اول آمده‌است که تمامی کوه هیئی و معابد آن توسط نوبوناگا به آتش کشیده شد، اما برخلاف این ادعا در تحقیقات باستان‌شناسی سال‌های اخیر اثری از خاک سوخته در بسیاری از مناطق این کوه به دست نیامده است. باستان‌شناسان معتقدند منابع تاریخی در نقل این واقعه بزرگ‌نمایی کرده‌اند و احتمال می‌دهند که نوبوناگا با مبالغه در ابعاد این واقعه قصد دادن اخطار و ترساندن دیگر دشمنانش را داشته‌است.

### نابودی خاندان آساکورا و آزای
نوبوناگا در ۳۰ ژوئیه ۱۵۷۳ قلعه اودانی متعلق به آزای ناگاماسا را محاصره کرد. این محاصره به شکست ناگاماسا، شوهر خواهر نوبوناگا منجر شد. ناگاماسا هاراکیری کرد و پسر ارشدش مانپوکومارو اعدام شد اما سه فرزند دخترش (یودو دونو، اوهاتسو، اوایو) و نیز همسرش اوایچی در پناه نوبوناگا قرار گرفتند.
پس از محاصره اودانی که به نابودی خاندان آزای منجر شد، در ۱۶ سپتامبر ۱۵۷۳ قلعه ایچیجودانی، متعلق به آساکورا یوشیکاگه، مورد حمله سپاه نوبوناگا قرار گرفت. یوشیکاگه در این محاصره از نوبوناگا شکست خورد و مجبور به هاراکیری شد.

### نبرد با خاندان تاکدا
در ۱۵۶۸ سر تقسیم قدرت در ولایت‌های تازه متصرف‌شدهٔ توتومی و سوروگا مابین شینگن و ایه‌یاسو و نوبوناگا اختلاف بروز کرد، و رابطه شینگن با این دو رو به تیرگی گذاشت. درگیری نوبوناگا با بوداییان و واقعهٔ آتش زدن کوه هیئی موجب خشم تاکدا شینگن شد که یک بودایی مؤمن بود. در نتیجه شینگن نیز آماده حمله به نوبوناگا و متحدش ایه‌یاسو شد. شینگن اتحاد با نوبوناگا را فسخ کرد و با خاندان هوجو دوباره متحد شد. بدین ترتیب تنها یک متحد یعنی ایه‌یاسو برای نوبوناگا باقی مانده بود و تمامی ولایت‌های اطراف به صف دشمنان وی پیوستند. در ۱۵۷۲ نوبوناگا با خاندان اوئه‌سوگی که در حال جنگ با شینگن بود، پیمان اتحاد بست.
در اکتبر ۱۵۷۱، تاکدا شینگن که حالا متحد خاندان هوجو شده بود، تصمیم گرفت به پایتخت، مقر نوبوناگا، حمله کند. برای این حمله نخست لازم بود از قلمروی ایه‌یاسو بگذرد. به همین جهت شینگن به قلمروی ایه‌یاسو در ولایت توتومی حمله برد. ایه‌یاسو از نوبوناگا درخواست کمک کرد و او نیز ۳۰۰۰ سرباز برایش فرستاد. در اوایل ۱۵۷۳ نبرد میکاتاگاهارا میان دو ارتش درگرفت و ارتش تاکدا تحت رهبری زیرکانه شینگن، نیروهای ایه‌یاسو را در هم کوبید. این بزرگترین شکست جنگی در زندگی ایه‌یاسو بود. مدت کوتاهی پس از این نبرد، شینگن در ۱۳ مه ۱۵۷۳ به سبب بیماری درگذشت و نیروهایش مجبور به عقب‌نشینی شدند. پس از او پسرش تاکدا کاتسویوری که نسبت به پدرش از توانایی‌هایی کمتری برخوردار بود، به ریاست خاندان رسید.

### پایان دادن به شوگون‌سالاری آشیکاگا
احتمالاً در نیمه دوم سال ۱۵۷۳ نوبوناگا متوجه شد که سرنخ حلقه محاصره‌ای که جهت نابودی وی ایجاد شده‌است در دست شوگون پانزدهم آشیکاگا یوشی‌آکی قرار دارد. در همان سال نوبوناگا یک بیانیه بازجویی حاوی ۱۷ ماده به شوگون فرستاد. شوگون این موضوع را به اطلاع پشتیبانان خود یعنی تاکدا شینگن، آساکورا یوشیکاگه، رهبر معبد هونگان و دیگر متحدان خویش رساند. پاسخ آنان این بود که نوبوناگا بدون تردید سرنگون خواهد شد. با این اطمینان وی اعتنایی به تهدید و بیانیه بازجویی نوبوناگا نکرد. مرگ شینگن در ۱۳ مه ۱۵۷۳ برای نوبوناگا فرصت مناسبی فراهم آورد تا روی شکست آشیکاگا یوشی‌آکی تمرکز کند که خصومتش نسبت به او را آشکارا اعلام کرده بود. در بهار ۱۵۷۳ نوبوناگا به کیوتو حمله کرد و بخشی از شهر را به آتش کشید. سپس در نبرد قلعه ماکی‌شیما و محاصره قلعه‌ای که یوشی‌آکی در آن پناه گرفته بود توانست وی را وادار به تسلیم کند و به تبعید بفرستد. بدین ترتیب بعد از حدود ۲۴۰ سال حکمرانی شوگون‌سالاری آشی‌کاگا پایان یافت. یوشی‌آکی بعد از مدتی به قلمروی خاندان موری وارد شد و در پناه این خاندان قرار گرفت.

### محاصره‌های ناگاشیما
در سال ۱۵۷۰ کننیو، رهبر فرقه هونگانجی، فرمان شورش عمومی ضد نوبوناگا را به تمام پیروانش صادر کرد. منطقه ناگاشیما در دوره سنگوکو در مرز اُواری و ولایت ایسه قرار داشت. در این منطقه فرقه هونگانجی (شین بودیسم) قدرت بسیاری داشت. این منطقه حتی زمانی که نوبوناگا بر تمام ولایت اُواری تسلط پیدا کرده بود، همچنان مستقل باقی مانده بود. محاصره‌های ناگاشیما شامل سه محاصره جداگانه می‌شود که در سال ۱۵۷۱، ۱۵۷۳ و ۱۵۷۴ انجام شدند. بار نخست و بار دوم محاصره با شکست نوبوناگا پایان یافت. در سال ۱۵۷۴ نوبوناگا از تمامی قلعه‌های خود سرباز جمع‌آوری کرد و در ماه اوت از راه زمین و دریا به ناگاشیما حمله‌ور شد. قلعه‌ها و باروهای ناگاشیما یکی پس از دیگری سقوط کردند، شورشیان فرار کردند و در پنج قلعه ناگاشیما، ساساباشی، اوتوری‌ایه، یاچوشیما، ناکائه که هنوز باقی مانده بودند پناه گرفتند. نوبوناگا قلعه‌ها را محاصره کرد. دو قلعه ساساباشی و اوتوری‌ایه با توپ مورد حمله قرار گرفت و سقوط کرد. در ۱۳ اکتبر ۱۵۷۴ ساکنان قلعه ناگاشیما که دیگر ذخیره آب و غذایشان تمام شده بود، تسلیم شدند و قصد کردند بر کشتی سوار شوند، اما نوبوناگا آنان را نبخشید و با تفنگ به آنان حمله کرد. بسیاری از سران شورشیان نیز در این حمله کشته شدند. رفتار نوبوناگا خشم تسلیم‌شدگان را به‌شدت برانگیخت؛ حدود ۸۰۰ نفر برهنه شده و با شمشیر به نیروی نوبوناگا حمله کردند. طی این حمله حدود ۷۰۰–۸۰۰ نفر از نیروهای نوبوناگا و تعدادی بسیاری از اعضای خانواده وی از جمله دو برادرش اودا نوبوهیرو و اودا هیده‌ناری، عمویش اودا نوبوتسوگو، و شوهرخواهرش ساجی نوبوکاتا کشته شدند. شورشیان که توانسته بودند حلقه محاصره را در هم بشکنند، به سمت اوساکا گریختند. نوبوناگا پس از آن دو قلعه باقیماندهٔ یاچوشیما و ناکائه را محاصره کرد و آن‌ها را به آتش کشید. در این حمله ۲۰٬۰۰۰ نفر مرد و زنی که داخل قلعه‌ها بودند در آتش سوختند. همان روز نوبوناگا به قلعهٔ خود بازگشت و قلعه ناگاشیما را به ژنرالش بخشید.

### شورش اچیزن
نوبوناگا پس از نابودی آساکورا یوشیکاگه، ولایت اچیزن را به قلمروی خود زمینه کرد؛ و مقام معاون فرمانداری این ولایت را به ملازم قبلی خاندان آساکورا سپرد. اما رفتار وی با اهالی خشونت‌آمیز بود و در سال ۱۵۷۴ به شورش مردم منجر شد. این شورش اچیزن ایکو-ایکی نامیده می‌شود. پس از مدتی شورشیان توانستند کنترل ولایت اچیزن را در دست خود بگیرند. به این ترتیب نوبوناگا دید که ولایت اچیزن را که با زحمت و پیروزی در نبرد و نابودی خاندان آساکورا به دست آورده به دست شورشیان بودایی این ولایت افتاده‌است. پس از شنیدن این خبر، کننیو رهبر فرقه هونگانجی، به قصد حمایت از این شورش، فرستاده خود را فرمانداری ولایت اچیزن منصوب کرد. از این به بعد رابطهٔ نوبوناگا با کننیو به‌طور آشکار خصمانه شد. در سال ۱۵۷۵ نوبوناگا به سوی ولایت اچیزن لشکرکشی خود را آغاز کرد. از طرفی دیگر در ولایت اچیزن به علت مالیات کلانی که فرستاده کننیو و فرماندار ولایت بر مردم بسته بود، مردم این بار علیه فرماندار شورش کرده بودند و دو دستگی در بین شورشیان این ولایت به وجود آمده بود. به علت همین آشوب بود که سپاه نوبوناگا توانست به آسانی کنترل این ولایت را به دست بگیرد.

### سومین محاصره
در ۱۵۷۶ شوگون آشیکاگا یوشی‌آکی که توسط نوبوناگا از قدرت کنار گذاشته شده بود با برقراری ارتباط با خاندان موری دوباره ضد نوبوناگا قیام کرد.

### نبرد ناگاشینو
در ۱۵۷۵ پسر و جانشین شینگن، تاکدا کاتسویوری با حدود ۱۵٬۰۰۰ سرباز، قلعه ناگاشینو متعلق به خاندان توکوگاوا را طی نبرد ناگاشینو محاصره کرد. با اتمام مواد غذایی در داخل قلعه، ایه‌یاسو بالاخره از نوبوناگا تقاضای کمک کرد. نوبوناگا با سپاه بزرگی به یاری او شتافت و در دشت نزدیک به قلعهٔ ناگاشینو چندین حصار چوبی برافراشت. سپس به سربازانش دستور داد به نیروهای کاتسویوری که قلعه را تحت محاصره داشتند، حمله کرده، ولی بدون درگیرشدن به سوی دشت عقب‌نشینی کنند و در پشت حصارها جای بگیرند. وقتی سربازان کاتسویوری به تعقیب سربازان نوبوناگا برآمدند، نیروهای پشت حصار با تفنگ به آنان تیراندازی کردند و تلفات بسیار سنگینی به سپاه کاتسویوری وارد کردند. در این حمله تنها ۳۰۰۰ نفر از سپاه کاتسویوری زنده ماندند. تاکدا کاتسویوری از این نبرد جان سالم به‌دربرد و به سمت ولایت کای عقب‌نشینی کرد. پس از این نبرد بود که اهمیت به‌کارگیری تفنگ به عنوان یک سلاح جدید مشخص شد.

### ساخت قلعه آزوچی

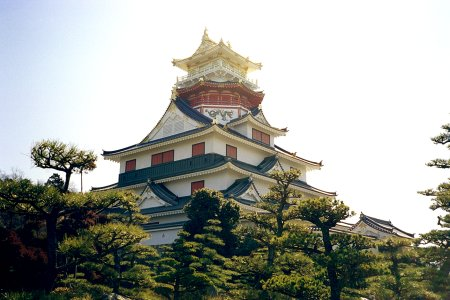
قلعه آزوچی بازسازی شده در دهکده فرهنگی آزوچی مومویامای ایسه

در ۱۵۷۶ نوبوناگا ساخت قلعه آزوچی را در کناره دریاچه بیوا آغاز کرد. قلعه از بیرون ۵ طبقه دیده می‌شد، اما در واقع ۶ طبقه بالای سطح زمین داشت و یک طبقه هم زیر زمین. به این ترتیب آزوچی قلعه‌ای ۷ طبقه محسوب می‌شد. نوبوناگا سه سال بعد در ۱۵۷۹ در این قلعه ساکن شد و آن را محل اصلی سکونت خود قرار داد.

### نبردهای ایشی‌یاما هونگان
نبردهای ایشی‌یاما هونگان به مجموعه نبردهای ۱۰ ساله‌ای گفته می‌شود که از ۱۱ اکتبر ۱۵۷۰ تا ۱۰ اوت ۱۵۸۰ مابین نیروهای معبد ایشی‌یاما هونگانِ معبد اصلی شین بودیسم و نوبوناگا درگرفت. معبد هونگان از قدرت اقتصادی و نظامی بسیاری برخوردار بود. نوبوناگا از طرفی در پی به وجود آوردن یک قدرت مرکزی در ژاپن و از طرف دیگر در پی منافع اقتصادی بود. وی به رهبران معبد هونگان دستور داده بود که این معبد را ترک و معبد را به وی واگذار کنند. رهبران معبد نیز که حاضر به قبول چنین امری نبودند به دنبال فرصت مناسب برای شروع نبرد با وی بودند. در اوت ۱۵۷۰ نوبوناگا مشغول جنگ و درگیری با نیروهای میوشی بود که با حمله غافلگیرانه و ناگهانی نیروهای مسلح معبد هونگان مواجه شد. این درگیری که به نبرد قلعه نودا . قلعه فوکوشیما شهرت دارد، با شکست نوبوناگا پایان یافت و سرآغاز نبردهای ایشی‌یاما هونگان شناخته می‌شود که ده سال به طول انجامید. به احتمال زیاد پیمان وحدت مابین رهبر معبد هونگان رننیو با خاندان تاکدا و خاندان موری در حدود سال ۱۵۷۲ به‌طور پنهانی بسته شده بود.
در بهار ۱۵۷۷ کننیو و آشیکاگا یوشی‌آکی که به پناهندگی خاندان موری درآمده بود و از طرف این خاندان حمایت می‌شد، لشکری فراهم کردند. نوبوناگا به ژنرال ارشد خود آکچی میتسوهیده دستور داد تا معبد ایشی‌یاما هونگان را از سه طرف محاصره کند. با این حال این معبد به دریای داخلی ستو راه داشت و اسلحه و نیازهای معبد از این طریق و توسط سپاه دریایی خاندان موری تأمین می‌شد. پس از شکست خاندان موری در دومین نبرد از نبردهای کیزوگاواگوچی (۱۵۷۸) مسیر رساندن تجهیزات جنگی و موادغذایی به معبد ایشی‌یاما هونگان قطع شد. رهبر معبد، کننیو، نگران اتمام این ذخایر بود. به همین علت به‌طور پنهانی به اطلاع دربار ژاپن رساند که مایل است برای برقراری صلح پایدار مذاکره کند. نوبوناگا نیز با صلح موافقت کرد و بدین ترتیب در ۱۵۸۰ بین آن‌ها پیمان صلح بسته شد. کننیو پس از این پیمان قلعه را ترک کرد، اما پسر ارشدش که موافق پیمان صلح نبود، مقاومت را تا چند ماه دیگر ادامه داد تا اینکه وی نیز به‌ناچار تسلیم شد. پس از اینکه راهبان معبد هونگان را ترک کردند، این معبد به طرز مرموزی کاملاً سوخت و نابود شد. دلیل این آتش‌سوزی مشخص نشده‌است. پس از آن نوبوناگا دستور داد قلعه‌ای جدید به جای معبد ایشی‌یاما هونگان بسازند. این قلعه توسط جانشینان نوبوناگا تکمیل شد و امروزه قلعه اوساکا نامیده می‌شود. پس از این واقعه، حوزه‌های بودایی در معابد خود محصور شدند.

### نابودی خاندان تاکدا
نبرد نوبوناگا با خاندان تاکدا سرانجام در ۱۵۸۲ پایان یافت، هنگامی که نیروهای متحد اودا–توکوگاوا به ولایت کای حمله بردند و آنجا را تصرف کردند. تاکدا کاتسویوری و پسر ارشدش تاکدا نوبوکاتسو در نبرد تنموکوزان شکست خوردند و اقدام به هاراکیری کردند. ولایت کای نیز به تملک نوبوناگا درآمد.

### ارتباط با خاندان اوئه‌سوگی
از ۱۵۷۲ تا ۱۵۷۶ خاندان اوئه‌سوگی و خاندان اودا در مقابل خاندان تاکدا و خاندان هوجوی اخیر با یکدیگر ائتلاف داشتند. در ۱۵۷۶ آشیکاگا یوشی‌آکی به دشمن نوبوناگا خاندان موری محلق شد و اوئه‌سوگی کنشین نیز به دشمن دیگر نوبوناگا فرقه هونگانجی پیوست و به این ترتیب به حلقه دشمنان نوبوناگا وارد شد. نوبوناگا و کنشین در ۱۵۷۷ در نبرد تدوریگاوا مقابل یکدیگر قرار گرفتند. این نبرد با پیروزی کنشین پایان یافت.
پس از درگذشت کنشین (۱۵۷۸)، بر سر جانشینی وی بین دو فرزندخوانده‌اش درگیری رخ داد و فرزندخواندهٔ وی اوئه‌سوگی کاگه‌کاتسو پس از پیروزی در محاصره اوتاته توانست رهبری خاندان اوئه‌سوگی را به دست آورد. اوئه‌سوگی کاگه‌کاتسو در ۱۵۷۹ با تاکدا کاتسویوری که پس از مرگ شینگن در ۱۵۷۳ رهبر خاندان تاکدا شده بود، پیمان اتحاد بست و بدین ترتیب رابطهٔ وی با نوبوناگا همچنان خصمانه بود. در ۱۵۸۲ پس از اختلاف مرزی بین نوبوناگا و اوئسوگی کاگه‌کاتسو محاصره اوزو در ولایت اتچو رخ داد. قلعه اوزو در ۲۲ ژوئن سقوط کرد اما روز قبل از آن در ۲۱ ژوئن در طی حادثه معبد هوننو در کیوتو نوبوناگا مجبور به خودکشی اجباری شده بود. سپاهیان اودا که موفق به تصرف قلعه اوزو شده بودند، پس از شنیدن خبر مرگ نوبوناگا پراکنده شده و قلعه را رها کردند. بدین ترتیب قلعه اوزو دوباره به دست خاندان اوئه‌سوگی افتاد.

### آمادگی برای حمله به شیکوکو

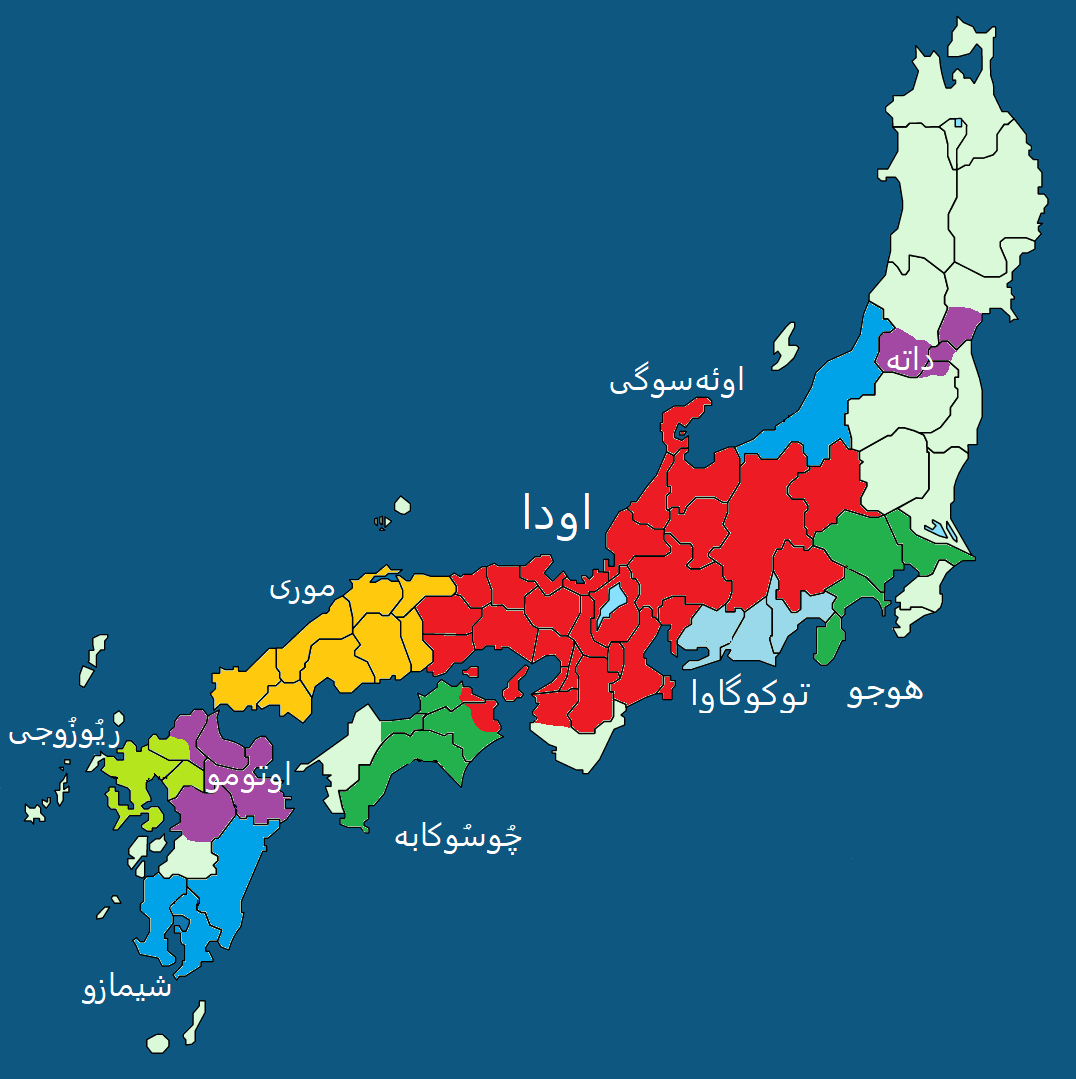
ژاپن در سال ۱۵۸۲ (حادثه معبد هوننو)
آبی (شرق): اوئسوگی کاگه‌کاتسو
سبز(شامل توکیوی امروزی): خاندان هوگو
قرمز: اودا نوبوناگا
زرد: موری تروموتو
فیروزه‌ای: توکوگاوا ایه‌یاسو (شامل سه ولایت از طرف از راست به چپ شامل سه ولایت سوروگا، توتومی و میکاوا)
سبز چُوسُوکابه مُوتُوچیکا در شیکوکو
آبی (غرب): شیمازو یوشی‌هیسا

شیکوکو در آن زمان از چهار ولایت آوا، توسا، سانوکی و ایو تشکیل شده بود. در اواخر دوره سنگوکو چُوسُوکابه مُوتُوچیکا توانسته بود بر ولایت توسا تسلط پیدا کند و قصد تصرف تمامی خاک شیکوکو را داشت. در این دوران ولایت آوا تحت تسلط خاندان میوشی بود. چوسوکابه موتوچیکا روابط دوستانه‌ای با نوبوناگا و همچنین خاندان موری برقرار کرده بود که هر دو دشمنان خاندان میوشی بودند. نوبوناگا ابتدا با نظر مساعد به پیشرفت موتوچیکا در منطقه نگاه می‌کرد و به وی اجازه تصرف هر زمینی که در شیکوکو در اثر حمله به دست می‌آورد را داده بود. اما پس از شکست خاندان میوشی و تبعیت این خاندان از نوبوناگا و همچنین شروع نبرد با خاندان موری که از یاران موتوچیکا محسوب می‌شد، نوبوناگا تجدیدنظر کرد و به وی ابلاغ کرد که در شیکوکو تنها ولایت توسا و نصف ولایت آوا را می‌تواند تحت اختیار داشته باشد. تغییر سیاست نوبوناگا خشم و مخالفت موتوچیکا را برانگیخت و رابطه این دو به دشمنی گرایید. در ۱۵۸۲ نوبوناگا سپاه بزرگی را به رهبری پسر سومش اودا نوبوتاکا در بندرهای اوساکا و نزدیک به جزیرهٔ شیکوکو مستقر کرد. این سپاه منتظر فرصت مناسب برای گذشتن از دریا و حمله به سپاه موتوچیکا بود که حادثه معبد هوننو رخ داد و حمله متوقف ماند.

### شورش و خیانت
نوبوناگا در تمام عمر با شورش و خیانت خاندان یا ملازمانش درگیر بود. قبل از ورود نوبوناگا به پایتخت، او با توطئه برادر کوچکتر خود اودا نوبوکاتسو مواجه شد. دو نفر از ملازمان قدیمی خاندان اودا، شیباتا کاتسوایه و هایاشی هیده‌سادا از شورش نوبوکاتسو ضد نوبوناگا حمایت کردند. نوبوناگا بعد از کشتن برادرش این دو ملازم را بخشید. پس از ورود نوبوناگا به پایتخت، دیگر از طرف خاندان خودش توطئه و شورشی صورت نگرفت. از آن پس شورش‌ها همه از طرف ملازمان خاندان‌های دیگری بود که بعد از ورود وی به پایتخت به تبعیتش درآمده و با وی ائتلاف کرده بودند. ماتسوناگا هیساهیده، آراکی موراشیگه، بشّو ناگاهارو و در آخر آکچی میتسوهیده نامدارترین شورشیان ضد نوبوناگا بودند. بجز شورش آکچی میتسوهیده، علت اصلی سایر شورش‌ها وضع متزلزل نواحی اطراف پایتخت و ناتوانی نوبوناگا در به دست گرفتن کامل قدرت در این نواحی بود. به طول کشیدن نبردهای ایشی‌یاما هونگان به مدت ده سال و نامشخص بودن برندهٔ نهایی این سلسله‌نبردها باعث شد که ماتسوناگا هیساهیده، آراکی موراشیگه، بشو ناگاهارو از ائتلاف با نوبوناگا دست برداشته و با معبد هونگان ائتلاف کنند.

## حادثه معبد هوننو

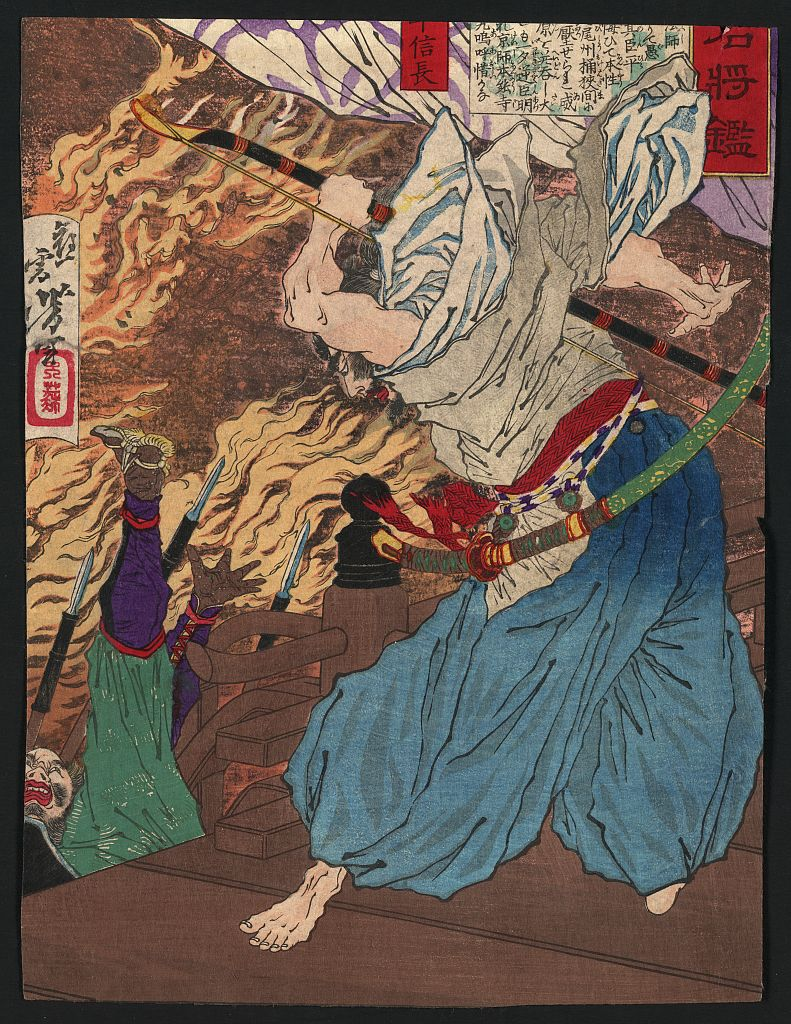
تصویری نقاشی شده از حادثه معبد هوننو که مقابله شدید نوبوناگا در میان آتش با سپاه آکچی میتسوهیده به تصویر کشیده شده‌است.

در ۱۵۸۲ که نوبوناگا در بالاترین سطح قدرت خود قرار داشت، برای قدردانی از دوستی پایدار ایه‌یاسو او را به قصر تازه ساخته‌شدهٔ خود قلعه آزوچی دعوت کرد. نوبوناگا یکی از ژنرال‌های ارشدش به نام آکچی میتسوهیده را مسئول پذیرایی از ایه‌یاسو کرده داده بود. در همین هنگام تویوتومی هیده‌یوشی که برای جنگ با خاندان موری رهسپار جنوب ژاپن شده بود، از سرور خود نوبوناگا تقاضای اعزام نیروی کمکی کرد. نوبوناگا تصمیم گرفت ابتدا آکچی میتسوهیده را به همراه ۱۳ هزار سپاهی به منطقه بفرستد و سپس خود نیز به آن‌ها ملحق شود. او از مهمان خود ایه‌یاسو خواست به گشت‌وگذار در کیوتو و شهرهای نزدیک بپردازد. نوبوناگا با تعداد اندکی از همراهان برای استراحت در معبد هوننو در کیوتو توقف کردند. نیمه‌شب ژنرال ارشد وی آکچی میتسوهیده به معبد حمله کرد و آنجا را به آتش کشید. نوبوناگا در داخل معبد ابتدا به‌شدت به مقابله با شورشیان پرداخت، اما پس از زخمی شدن به داخل معبد رفت و دست به عمل آیینی سپوکو زد و جان خود را گرفت. پس از خاموش شدن آتش، آکچی میتسوهیده بسیار کوشید جسد نوبوناگا را بیابد، سرش را ببرد، و در معرض عموم به نمایش بگذارد، اما اثری از جسد نوبوناگا یافت نشد.
پسر ارشد و جانشین وی اودا نوبوتادا نیز که در نزدیکی معبد هوننو اقامت کرده بود، پس از شنیدن خبر کودتا به قصد مقابله به طرف معبد هوننو حرکت کرد، اما در نهایت پس از شکست در برابر حمله سپاه میتسوهیده در قلعهٔ نیجوگوشو دست به هاراکیری زد.

### دلایل کودتا
دلایل این کودتا روشن نیست و تا به امروز فرضیه‌های بسیاری در مورد انگیزه کودتای میتسوهیده مطرح شده‌است. بنابر یکی از این فرضیه‌ها آکچی میتسوهیده که مسئول پذیرایی از ایه‌یاسو بوده برای ضیافت از بهترین مراکز ماهیگیری کیوتو انواع گوناگون ماهی را تهیه کرده بود، اما بوی ناخوشایند یکی از ماهی‌های غذا موجب خشم شدید نوبوناگا نسبت به میتسوهیده شده و خشونت رفتاری نوبوناگا نسبت به وی در همان ضیافت کینهٔ میتسوهیده را برانگیخته است. آکچی میتسوهیده ژنرال ارشد نوبوناگا با چوسوکابه موتوچیکا پیوند دوستی و خانوادگی داشت. یکی دیگر از فرضیه‌های موجود در مورد علت شورش میتسوهیده علیه نوبوناگا نارضایتی آکچی میتسوهیده از تدارکات حمله نوبوناگا به موتوچیکا است.

### ارتباط با دربار ژاپن
در زمان قدرت‌گیری نوبوناگا امپراتور اوگیماچی (۱۵۱۷–۱۵۸۶) امپراتور ژاپن بود. نوبوناگا با کمک‌های مالی خود دربار را که در این دوران در مضیقه بود یاری می‌داد. در عوض هر زمان که لازم بود از دربار به عنوان میانجی استفاده می‌کرد.
در ۱۵۸۱ نوبوناگا جشنواره رژه با اسب در کیوتو برگزار کرد و قدرت نظامی خویش را پیش امپراتور و دربار ژاپن به نمایش گذاشت. نوبوناگا پیشتر در ۱۵۷۸ از مقام وزارت که از طرف دربار به وی محول شده بود استعفا کرده بود. در ۱۵۸۲ دربار گزیدن یکی از سه مقام، دایجو-دایجین (صدرالاعظمی)، کانپاکو و شوگونی را به نوبوناگا پیشنهاد کرد که در صورت پذیرفتن هر کدام از این مقام‌ها، نوبوناگا زیر دست امپراتور مشغول به خدمت می‌شد. نوبوناگا پاسخ به این پیشنهاد را به بعد موکول کرد و قبل از اعلام رسمی پاسخ وی حادثه معبد هوننو رخ داد. بعد از امپراتور اوگیماچی، فرزند ارشد وی شاهزاده سانه‌هیتو به سلطنت می‌رسید. نوبوناگا پسر پنجم شاهزاده سانه‌هیتو را به فرزندی پذیرفته بود و در صورت امپراتور شدن این فرزندخوانده، نوبوناگا در مقام پدر امپراتور جای می‌گرفت. برخی از محققان احتمال می‌دهند که بین نوبوناگا و دربار اختلافاتی وجود داشته‌است. طبق یکی از فرضیه‌های مربوط به علل کودتای آکچی میتسوهیده، دربار ژاپن که از جاه‌طلبی نوبوناگا واهمه داشت، با برقراری ارتباط با آکچی میتسوهیده در پشت پرده کودتای منجر به کشته شدن نوبوناگا بوده‌است.

## جنگ بر سر جانشینی نوبوناگا
هیده‌یوشی پس از شنیدن خبر مرگ نوبوناگا به‌سرعت از ناحیه چوگوکو به طرف محل اقامت آکچی میتسوهیده حرکت کرد و توانست وی را در نبرد یامازاکی شکست دهد و به قتل رساند. سرعت عمل هیده‌یوشی بقدری بود که تمام این عملیات تنها دوازده روز پس از مرگ نوبوناگا انجام شد و در نتیجه هیده‌یوشی توانست با انتقام‌گیری سریع، خود را به عنوان جانشین نوبوناگا مطرح کند.
در ۱۵۸۳ جنگی بر سر تعیین فرمانروایی ژاپن بین تویوتومی هیده‌یوشی و شیباتا کاتسوایه، قدرتمندترین ژنرال نوبوناگا، درگرفت. کاتسوایه از اودا نوبوتاکا (۱۵۸۳–۱۵۵۸) سومین پسر اودا نوبوناگا برای جانشینی پدرش پشتیبانی می‌کرد، اما هیده‌یوشی اصرار داشت چون اودا نوبوتادا پسر ارشد نوبوناگا در حادثه معبد هوننو جان خود را از دست داده، پسر ارشد نوبوتادا که در آن زمان سه ساله بود و اودا هیده‌نوبو
(۱۶۰۵–۱۵۸۰) نام داشت، باید جانشین پدربزرگش شود. ایه‌یاسو طرف هیچ‌یک از طرفین درگیر را نگرفت. هیده‌یوشی، کاتسوایه را در نبرد شیزوگاتاکه مغلوب کرد، و پسر سوم نوبوناگا توسط برادر بزرگترش و هیده‌یوشی مجبور به هاراکیری شد. هیده‌یوشی با این پیروزی به جانشین نوبوناگا و قدرتمندترین دایمیوی ژاپن مبدل شد.

## شخصیت

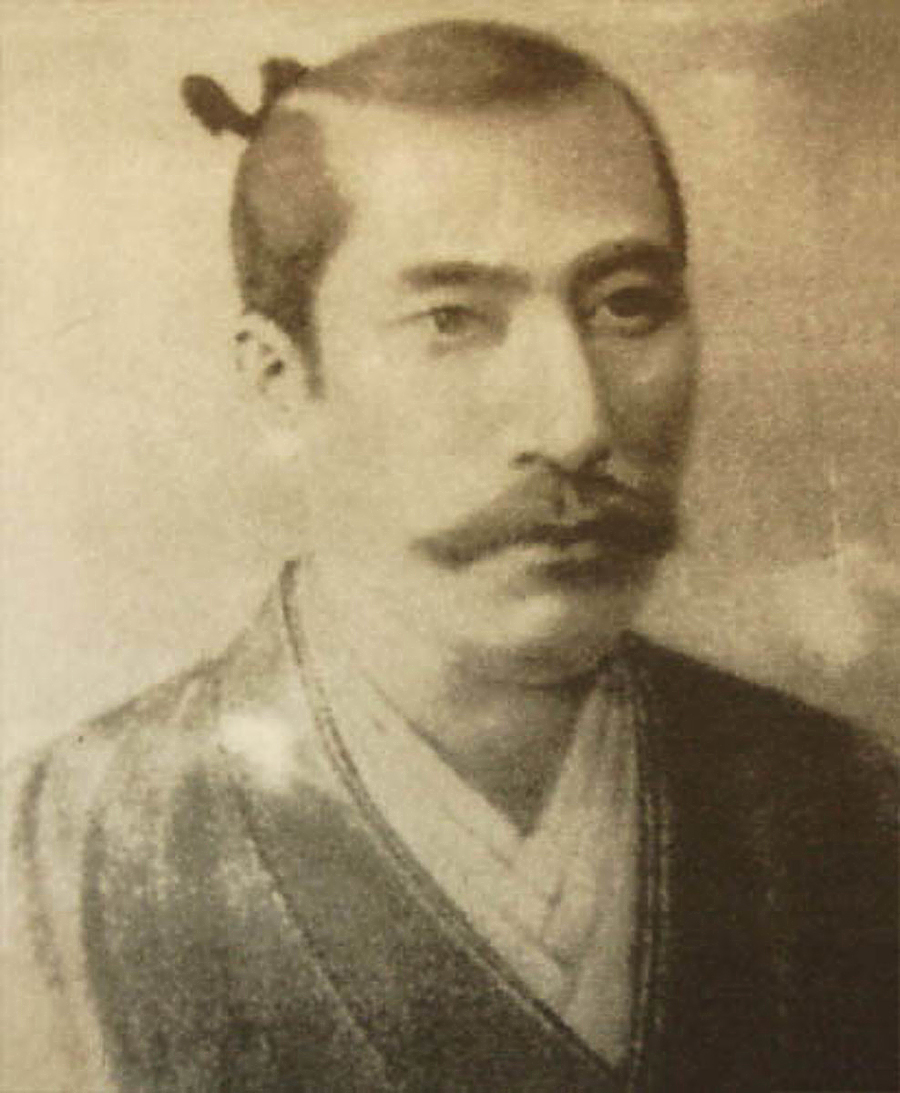
پرتره اودا نوبوناگا از نقاش یسوعی جووانی نیکولا، ۱۵۸۳–۱۵۹۰

به نوبوناگا در جوانی به علت پوشش و رفتارهای غیرعادی خُل اُواری گفته می‌شد. از طرف دیگر، وی از دورهٔ نوجوانی در تمرین و یادگیری تیراندازی با کمان، تیراندازی با تفنگ، و شمشیربازی بسیار دقیق بود. اسب‌سواری، بازداری، دویدن به دنبال شاهین در دشت و کوه، و شنا جزو فعالیت‌های روزمره‌اش بود، اما بیش از همه، ورزش سومو را دوست می‌داشت. در مورد خصوصیات شخصی نوبوناگا ذکر شده‌است که او هرگز لب به مشروب نمی‌زد. احتمال داده می‌شود که وی نسبت به الکل آلرژی داشته و شاید به همین سبب به سمت مراسم چای ژاپنی گرایش داشته‌است. وی به نظافت و تمیزی بسیار اهمیت می‌داد و کارهایش را با وسواس و دقت بسیار انجام می‌داد. بسیار پرکار و سخت‌کوش بود. در محلی که اقامت داشت زودتر از دیگران از خواب برمی‌خواست و برای آن روز برنامه‌ریزی می‌کرد. بر خود بسیار سخت می‌گرفت و از اطرافیان نیز انتظار داشت که به مانند وی باشند. نقل این سختگیری‌ها در نسل‌های بعدی مبالغه شده و در حکایت‌ها شخصیت وی به صورت یک آدم بیرحم ساخته و پرداخته شده‌است.
لوئیس فرویس نویسندهٔ کتاب تاریخ ژاپن که از نزدیک با نوبوناگا آشنایی داشته وی را چنین توصیف می‌کند:

### زندگی شخصی
در دوران سنگوکو افزودن به تعداد فرزندان به دلیل نیاز به جانشین، نوعی وظیفه و کار برای دایمیوها به حساب می‌آمد. همچنین پیوند با دایمیوهای دیگر از طریق پیمان‌های زناشویی و به وجود آوردن فرزندی که دارای خون مشترک دو خاندان باشد از سیاست‌های رایج آن دوران بود. هر چند طبیعتاً احتمال درگیری‌های مرسوم بر سر جانشینی نیز بیشتر می‌شد. نوبوناگا ۲۲ فرزند داشت که حتی در مقایسه با دیگر دایمیوهای پُرفرزند آن دوران نیز تعداد بسیار فرزندانش به چشم می‌آید. پدر نوبوناگا اودا نوبوهیده نیز ۲۴ فرزند داشت. تعداد خواهران و برادران نوبوناگا نشان از ثروت خانوادگی و توان مالی پدرش برای نگهداری از زنان متعدد دارد. به غیر از زن اصلی، دو زنی که نوبوناگا بیش از همه دوست داشت، ایکوما کیتسونو و اونابه نو کاتا بودند. هر دوی آنان بیوه‌زنانی مسن‌تر از نوبوناگا بودند. گرایش به زنان مسن احتمالاً ناشی از جدایی وی از مادرش در همان دوران کودکی و کمبود محبت مادری بوده‌است.
در دوره سنگوکو سامورایی‌ها ممکن بود سال‌های زیادی از عمرشان را دور از خانواده و در جنگ بگذرانند. طبق یکی از قوانین سامورایی‌ها و یکی از موارد ممنوعیت زنان، نزدیک شدن زنان به سامورایی در هنگام جنگ ممنوع بود. از این رو واکاشودو (شاهدبازی) در بین سامورایی‌ها رواج پیدا کرده و به نوعی سنت تبدیل شده بود. نوبوناگا بجز همسرانش با برخی از مردانی که در خدمتش بودند نیز در رابطه بود. دو تن از کوشوهای وی (منشی سامورایی) به نام‌های موری رانمارو و مائدا توشی‌ایه (در زمان نوجوانی وی) به عنوان شریک جنسی او شناخته می‌شوند.

### اهمیت به شایسته‌سالاری
اکثر دایمیوها در دوره سنگوکو مجبور بودند ملازمی را که اجداد خود استخدام کرده بودند را در نظر بگیرند و بدون توجه به توانایی و کارایی، به آنها حقوق و زمین بدهند. در چنین زمینه‌ای که اصل و نسب و موقعیت اجتماعی مهمترین عامل تعیین‌کننده برای اشتغال بود، فرصت کمی برای پیشرفت یک سامورایی با استعداد وجود داشت. نوبوناگا کاملاً به سیستم شایسته‌سالاری اعتقاد داشت. نوبوناگا به این شهرت داشت که اگر کسی توانایی داشته باشد، بدون توجه به اصل و نسب، به او فرصت پیشرفت می‌دهد. همچنین او به ملازمی که یک بار شکست خورده یا به وی خیانت کرده بودند را می‌بخشید و به آنان فرصتی مجدد برای جبران می‌داد. به عنوان مثال، شیباتا کاتسوایه که در قضیه جانشینی از برادر کوچکتر نوبوناگا دفاع کرده بود پس از حل و فصل شدن این مسئله و جانشین شدن نوبوناگا، به عنوان ژنرال ارشد نزد نوبوناگا مشغول به کار شد. همچنین در نبرد میکاگاتاهارا، ساکوما موریماسا به هدف پشتیبانی از توکوگاوا ایه‌یاسو به این نبرد اعزام شد اما در برابر سپاه تاکدا شینگن شکست خورد. نوبوناگا بار دیگر به وی فرصت داد تا دوباره خود را ثابت کند اما چون نتوانست نقش فعالی در انجام وظایفش داشته باشد در نهایت اخراج شد.

## سیاست‌ها

### نظامی
در دورهٔ سنگوکو بسیاری از سربازان رده‌پایین کشاورز بودند و سرباز–کشاورز محسوب می‌شدند. به همین علت در شروع برداشت محصول در فصل پاییز، این گروه از سربازان مایل به شرکت در جنگ‌ها نبودند و فرار آنان در هنگام نبرد مشکلاتی را به وجود می‌آورد. نوبوناگا کشاورزان تحت نفوذ خود را به دو گروه تقسیم کرد: یک گروه را در مزارع به عنوان کشاورز باقی گذاشت و گروه دیگر را از زمین‌های کشاورزی جدا کرد و به همراه خانواده‌شان در اطراف قلعه‌ها به عنوان سرباز حرفه‌ای ساکن کرد. به این ترتیب گروه اخیر برای حفظ خانه و خانوادهٔ خویش بیش از قبل برای شرکت در جنگ‌ها انگیزه داشتند. نوبوناگا همچنین در سپاه خویش از سلاح‌های جدید استفاده می‌کرد. در نبرد با خاندان موری دستور ساخت شش کشتی را داد که با آهن پوشیده شده بودند. این کشتی‌ها اولین کشتی آهنی ساخته شده در جهان بودند و تیر تفنگ‌ها و سلاح‌های گرم نمی‌توانست به آن‌ها نفوذ کنند. سپاه وی در جنگ‌ها از نیزه‌هایی استفاده می‌کردند که بسیار بلندتر از نوع متداول آن زمان بود. همچنین وی به تأثیر استفاده از تفنگ که به‌تازگی توسط پرتغالی‌ها به ژاپن وارد شده بود واقف بود و با وجود قیمت بسیار گزاف آن سپاه خود را با این سلاح جدید مجهز کرده بود.

### اقتصادی
در قرون وسطی راهبان بودایی دارای چنان قدرتی شدند که با تحت فشار قرار دادن امپراتور توانستند امتیازات بسیاری را کسب کنند. آنان با دریافت مالیاتی به نام عبور از معابر عمومی و تعرفه بازرگانی به ثروت کلانی دست یافتند، به‌خصوص معبد انریاکو با دریافت مالیات از کسبه و مردم کیوتو که قلب اقتصادی ژاپن محسوب می‌شد، از نظر اقتصادی بسیار ثروتمند شده بود.
نوبوناگا مالیات عبور از معابر عمومی را لغو کرد. همچنین در آن زمان پرداختن به شغل تجارت آزاد نبود و محدود به کسانی می‌شد که از دایمیوها یا معابد دارای اجازه مخصوص بودند. نوبوناگا این رسم را لغو و انجام تجارت را برای همه مردم آزاد کرد. لغو این محدودیت‌ها به رونق اقتصادی منجر شد.

### مذهبی
نوبوناگا نخستین رهبری بود که نسبت به تخصصی کردن سپاهیان اقدام کرد. وی عقیده داشت که باید کار سیاست را به سیاستمداران، کار جنگ را به ارتشیان و کار مذهب را به روحانیان واگذار کرد. وی اینکه راهبان به‌جای پرداختن به کار خود حریصانه در پی کسب ثروت، مسلح کردن خود و دخالت در کار سیاست بودند را قابل بخشش نمی‌دانست. بعد از یک قرن جنگ داخلی برای رسیدن به وحدت ضرورت داشت جلوی قدرت روزافزون نظامی و مالی راهبان گرفته شده و قدرت نظامی از پراکندگی به وحدت برسد. بدین ترتیب جنگ مابین نوبوناگا که قصد تغییر و نیروهای مذهبی که قصد حفظ حقوق به دست آوردهٔ خود را داشتند به امری اجتناب‌ناپذیر تبدیل شد.
پس از کشتار نوبوناگا در واقعهٔ آتش زدن کوه هیئی این تصور در مورد نوبوناگا به وجود آمد که وی ترسی از خداوند ندارد، اما این عمل وی هرگز به معنای نفی مذهب نبود، بلکه وی با مداخله مذهب در سیاست و همچنین وجود تشکیلات نظامی فرقه‌های بودایی مخالفت داشت. ساخت معبد سیشو جهت بزرگداشت استادش هیراته ماساهیده و ساخت دو معبد پس از مرگ همسر غیراصلی‌اش ایکوما کیتسونو به جهت یادبود وی و دوستی و همکاری با برخی از راهبان بودایی مانند تاکوگِن سواُون نشان‌دهندهٔ این است که وی در جهت انکار و دشمنی با خود مذهب نبود. وی هیچ‌گاه به معبدهایی که راهبان مسلح را تنها برای دفاع از معبدشان استخدام کرده و از این حد فراتر نرفتند، تعرض نکرد. بعد از تسلیم و خلع سلاح معبد انریاکو و معبد ایشی‌یاما هونگان هیچ ممنوعیتی برای عقاید پیروان این دو فرقه مذهبی صادر نکرد. به غیر از آن نوبوناگا در طول حیات خود حتی یک بار نیز فرمان ممنوعیت عقیدتی برای هیچ دین و مذهبی صادر نکرد.
در رابطه با مسیحیت، رفتار نوبوناگا همواره نسبت به مسیحیان با مدارا بود. وی در کیوتو و شهر آزوچی به مبلغان مسیحیت اجازهٔ ساخت کلیسا داد. همچنین با اجازهٔ وی یک مدرسهٔ دینی مسیحی نیز در داخل کلیسای شهر آزوچی تأسیس شد.

### فرهنگی

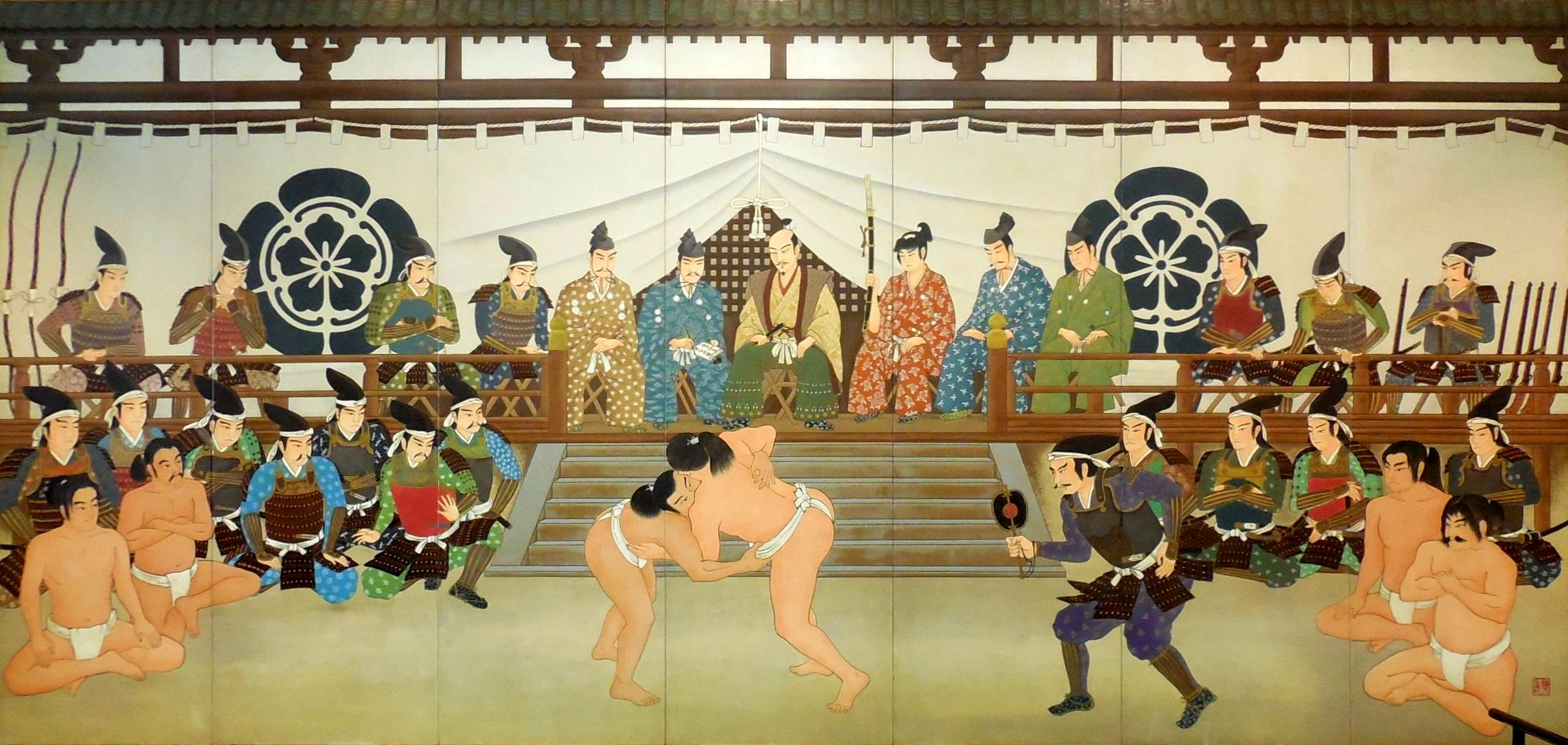
تصویری از نوبوناگا در هنگام تماشای سومو

نوبوناگا از همان هنگام که تنها دایمیوی یک ولایت یعنی اُواری بود، شخصاً با ملازمش به ورزش سومو می‌پرداخت. این علاقه تا هنگامی که به بزرگترین دایمیوی ژاپن تبدیل شد در وی باقی ماند. او ورزشکاران سوموی ماهر را جمع می‌کرد و در مراسمی که برپا می‌کرد به تماشای مبارزهٔ آن‌ها می‌نشست و به برندگان شمشیر و زمین به عنوان جایزه اهدا می‌کرد.
نوبوناگا علاقهٔ مفرطی به مراسم چای ژاپنی داشت. در ۱۵۷۹ استاد بزرگ مراسم چای ریکیو به خدمت نوبوناگا درآمد. نوبوناگا از مراسم چای در جهت مصالح سیاسی استفاده می‌کرد. بدین نحو که در مراسم چای نوبوناگا فقط کسانی می‌توانستند شرکت کنند که اجازهٔ مخصوص داشتند. شرکت در این مراسم نوعی داشتن شأن و مقام در رژیم نوبوناگا به‌شمار می‌آمد. خرسندی و خوشحالی بسیار تویوتومی هیده‌یوشی هنگامی که برای اولین بار اجازهٔ شرکت در این مراسم را یافت در منابع تاریخی ثبت شده‌است.
نوبوناگا همچنین هنرهای نمایشی و هنرمندان این رشته را مورد حمایت قرار می‌داد. وی مخصوصاً به نمایش کوواکامای علاقه داشت و بیشتر از اینکه خود به تنهایی به تماشای نمایش بپردازد از اجرای نمایش برای شروع پذیرایی از مهمانان خود استفاده می‌کرد.

### روابط با خارجیان
در ۱۵۴۳ یک کشتی پرتغالی که به سمت چین می‌رفت، راه خود را گم کرد و به کرانه‌های ژاپن رسید. پس از این دیدار تصادفی، چیزی نگذشت که کشتی‌های تجاری پرتغالی رفت‌وآمد به بندرهای ژاپن را آغاز کردند. اروپاییان در این زمان عصر کاوش را می‌گذراندند، اما ژاپنیان آگاهی بسیار اندکی در مورد کشورهای دیگر جهان داشتند. نوبوناگا پس از تسخیر پایتخت با مبلغان مسیحی دیدار کرد و به گفتگو با آنان علاقه‌مند بود.
نوبوناگا به مبلغان مسیحی اجازهٔ ساخت کلیسا و مدرسه مذهبی را داد و از فعالیت آنان حمایت کرد. به نظر محققان این اقدام دلایل سیاسی داشته و نوبوناگا که در آن زمان در حال جنگ با نیروهای معبد ایشی‌یاما هونگان (شین بودیسم) بوده، ترویج مسیحیت را به عنوان رقیبی برای شین بودیسم در نظر داشته‌است. مبلغان مسیحی به عنوان هدیه آینه، ساعت، کنپیتو (آب نبات قندی)، تلسکوپ، ذره‌بین و اشیای دیگری را اهدا کردند. در میان اشیای اهداشده ماکتی از کرهٔ زمین بود. نوبوناگا به عنوان اولین ژاپنی شناخته می‌شود که با توضیحات مبلغان دریافت که کرهٔ زمین به شکل کروی است. همچنین مبلغان برده‌ای سیاه‌پوست را به همراه داشتند که توجه نوبوناگا را به خود جلب کرد. این اولین برخورد نوبوناگا با یک سیاه‌پوست بود. نوبوناگا دستور داد که وی را با آب شستشو دهند و چون رنگ وی تغییر نکرد بالاخره باور کرد که در جهان مردمی سیاه‌پوست نیز زندگی می‌کنند. سپس نوبوناگا از مبلغان خواست مرد سیاه‌پوست را به وی واگذار کنند. نوبوناگا به وی مقام سامورایی داد و نام یاسوکه را بر وی گذاشت.

## ارزیابی تاریخی
نوبوناگا شیطانی در لباس مبدل است. تاکدا شینگن (زاده: ۱۵۲۱، درگذشت: ۱۵۷۳)
نوبوناگا فرمانده شجاعی بود، اما فرمانده خوبی نبود. راه پیروزی از طریق جنگ را خوب می‌دانست، ولی راه پیروزی از طریق انعطاف را نمی‌شناخت. هنگامی که با دشمن روبرو می‌شد کنترل خشم خود را از دست می‌داد و تا ریشهٔ دشمن را قطع نمی‌کرد و برگ‌هایش را نمی‌خشکاند آرام نمی‌گرفت. از آنجایی که تسلیم‌شدگان را کشتار کرد، کینه از وی پایدار باقی ماند. توانایی وی نقصان داشت، به همین خاطر اطرافیانش وی را دوست نداشتند. تویوتومی هیده‌یوشی (زاده:۱۵۳۶، درگذشت:۱۵۹۸)
آتش زدن کوه هیئی عملی بیرحمانه بود، اما نوبوناگا برای همیشه شر سوهی‌ها را کم کرد و اقدامش به سود وحدت کشور تمام شد. آرای هاکوسکی (محقق، نویسنده) (زاده: ۱۶۵۷، درگذشت: ۱۷۳۵)
اینکه ژاپن مورد حمله خارجیان قرار نگرفت به لطف اودا نوبوناگا بود. وی وحدت ژاپن را هدف قرار داد و توانست کشور را متحد کند. امپراتور میجی (زاده: ۱۸۵۲، درگذشت: ۱۹۱۲)

## محبوبیت
نوبوناگا، تویوتومی هیده‌یوشی و توکوگاوا ایه‌یاسو به عنوان سه قهرمان برجسته که ژاپن را به سوی وحدت هدایت کردند، شناخته می‌شوند و همواره محبوبیت این سه رهبر در کتاب‌های مختلف با یکدیگر مقایسه شده‌است. این سه رهبر هر یک نقش عمده‌ای در ایجاد ژاپن نوین ایفا کردند. نوبوناگا ارزش‌های کهنه را ویران کرد. هیده‌یوشی ارزش‌های جدید اجتماعی را بنیان گذاشت. ایه‌یاسو ارزش‌های جدید اجتماعی را ارتقا داد و حفظ کرد.
تصور و ارزیابی نوبوناگا به‌طور عمده به سه دسته تقسیم می‌شود: در دوره ادو، از دوره میجی تا قبل از شروع جنگ جهانی دوم، و از پایان جنگ جهانی دوم تا به بعد. قهرمان بی‌بدیل دورهٔ ادو، بنیان‌گذار این دوره توکوگاوا ایه‌یاسو بود. از نظر عامه مردم پس از ایه‌یاسو تویوتومی هیده‌یوشی به عنوان کسی که بالاترین پیشرفت را در تاریخ ژاپن داشت، شایستهٔ احترام بود. همچنین مردم برای تاکدا شینگن و اوئه‌سوگی کنشین نیز احترام بسیاری قائل بودند و نوبوناگا در مرتبه‌ای پایین‌تر از آن‌ها قرار می‌گرفت.
پس از دوره ادو و سقوط شوگونسالاری توکوگاوا؛ هیده‌یوشی به عنوان محبوب‌ترین جنگ‌سالار دورهٔ سنگوکو درآمد. این محبوبیت نخست به دلیل آن بود که با پایان دورهٔ ادو و حذف محدودیت‌های طبقاتی، مردم امکان پیشرفت و گذشت از سد طبقاتی را بنابر کوشش خود از طریق تحصیل به دست آورده بودند و هیده‌یوشی برای مردم نمونه و الگوی کسی بود که توانسته بود از پایین‌ترین طبقهٔ اجتماعی به بالاترین درجه برسد. دومین دلیل گرایش به نظامی‌گری و توسعه‌طلبی ژاپن در این برههٔ زمانی بود و هیده‌یوشی نمونهٔ رهبری بود که با حمله به کره توانسته بود این کشور را تسخیر کند.
پس از شکست ژاپن در جنگ جهانی دوم به یکباره هیده‌یوشی محبوبیت خود را در بین مردم از دست داد و تبدیل به کسی شد که با حمله به کره موجب کشتار خارجیان شده بود. از آن پس بود که محبوبیت نوبوناگا ناگهان رو به افزایش گذاشت. نوبوناگا کسی بود که هرچند در داخل کشور کشتارهای بسیاری انجام داده بود، اما با خارجیان رفتار مسالمت‌آمیزی داشت.
در ۱۸۶۹ امپراتور میجی به خاطر قدردانی از نقش نوبوناگا در وحدت ژاپن، وی را کامی (خدایان شینتو، ارواح شریف و مقدس) نامید و دستور ساخت یک معبد برای پرستش وی را صادر کرد. در پی این دستور معبد کنکون در کیوتو برای بزرگداشت نوبوناگا ساخته شد.
در سال ۲۰۰۶ میلادی طبق نظرسنجی‌های یک برنامه تلویزیونی از نیپون تلویژن برای تعیین ۱۰۰ شخصیت تاریخی محبوب، نوبوناگا محبوب‌ترین شخصیت تاریخی جهان از نظر مردم ژاپن است.

## در فرهنگ عامه
در تمامی کتاب‌هایی که پس از مرگ وی انتشار یافت، نوبوناگا به صورت مردی سختگیر و بی‌رحم تصویر شد که کشتارهای بزرگی را پشت سر هم انجام داد و نسبت به دشمنانش بدون بخشش بود.
در اواخر دوره ادو به زبان استعاره خصوصیات شخصیتی نوبوناگا، هیده‌یوشی و ایه‌یاسو در حکایتی آمده‌است. در این حکایت از این سه رهبر پرسیده می‌شود که با کوکوی کوچکی که چهچه نمی‌زند چه باید کرد؟ (چهچه نزدن کوکوی کوچک استعاره‌ای است بر آدم‌های بی‌خاصیت) پاسخ‌ها به این ترتیب بود:
- اگر چهچه نمی‌زند، باید کشته شود. (نوبوناگا)
- اگر چهچه نمی‌زند، کاری می‌کنم که چهچه بزند. (هیده‌یوشی)
- اگر چهچه نمی‌زند، آنقدر صبر می‌کنم تا چهچه بزند. (ایه‌یاسو)

نکته‌ای که در این حکایت نهفته این است که برخلاف زمان معاصر که تصویر نوبوناگا با نبوغ همراه شده در آن زمان هیده‌یوشی است که در مقایسه با دو رهبر دیگر توانایی و درایت کافی برای چاره‌اندیشی را داشته‌است.
در حکایت‌ها آمده‌است که نوبوناگا در مراسم سال نو و پس از نابودی خاندان آزای و خاندان آساکورا، جمجمه‌های آزای ناگاماسا و پدرش آزای هیساماسا و همچنین آساکورا یوشیکاگه را به شکل جام جمجمه با پوششی از طلا درآورد و این جام‌ها را در این ضیافت به ملازمان خود نشان داد و آن‌ها با این جام ساکی نوشیدند. این امر به منظور نشان دادن سرنوشت کسانی بود که ضد وی جنگیده بودند. اما در منابع اولیه آمده‌است که نوبوناگا جمجمه این سه نفر را به یادگار پیروزی خود با طلا پوشاند و نگهداری کرد.

## آثار مربوط

پوستر فیلم کنسرت نوبوناگا، در ایران این فیلم به عنوان دنیای نوبوناگا از تلویزیون پخش شده‌است.

شخصیت نوبوناگا در بسیاری از انیمه‌ها، مانگاها، بازی‌های ویدئویی و فیلم‌های سینمایی به تصویر کشیده شده‌است. ماجراهای دوران زندگی نوبوناگا و جنگجویان زیردستش آن قدر جذابیت باقی گذاشته که هر از گاهی هنرمندان سراغ آن‌ها بروند و به نحوی داستان وی را دوباره بازگو کنند.
کتاب
- دم ماه (مانگا)
- کنسرت نوبوناگا (مانگا)
- کیو سامورایی (مانگا)
- آشپز نوبوناگا (مانگا)
- نوبوناگا نو شینوبی (مانگا)
- تابوت نوبوناگا (رمان تاریخی)[۱۰۶]

فیلم سینمایی
- اودا نوبوناگا (۱۹۴۰)
- اودا نوبوناگا، کودک ابر و باد (۱۹۵۹)
- کاگه‌موشا اثر آکیرا کوروساوا (این فیلم به ویژه در خصوص تاکدا شینگن ساخته شده‌است) (۱۹۸۰)
- کنسرت نوبوناگا (۲۰۱۶)
- هتل هونوجی (۲۰۱۷)

فیلم‌های تلویزیونی
- داستان ربودن سرزمین (۱۹۷۳) مجموعه تلویزیونی تایگا
- اودا نوبوناگا (۱۹۸۹) شبکه تلویزیونی تی‌بی‌اس
- اودا نوبوناگا (۱۹۹۴) تی‌وی توکیو
- نوبوناگا، شاه ژاپن (۲۰۰۸) مجموعه تلویزیونی تایگا
- گو: شاهزاده خانم‌های سنگوکو (۲۰۱۱) مجموعه تلویزیونی تایگا[۱۰۷]

پویانمایی
- نوبوناگای خل
- جاه‌طلبی اودا نوبونا

بازی‌های کامپیوتری
- سنگوکو تایسن (۱۹۹۲)[۱۰۸]
- سری سنگوکو باسارا (۱۹۹۲)[۱۰۹]
- اونیموشا ۳: محاصره اهریمن (۲۰۰۵)[۱۱۰]

بازی‌های ویدئویی
- اونیموشا
- سنگوکو
- کلکسیون سنگوکو
- کسن سه
- رزمندگان اوروچی
- داستان افرا
- جاه‌طلبی نوبوناگا
- تاج و تخت تاریکی
- پیروزی پوکمون
- آتلانتیکا آنلاین
- استاد نینجا: هائو نینپو چو
- این‌ایندو: راه و رسم نینجا
- جنگ تمام‌عیار: شوگان ۲
- عصر فرمانروایان ۲: پیروزمندان

## خانواده
- پدر: اودا نوبوهیده (۱۵۱۰–۱۵۵۱)
- مادر: دوتا گوزن (مرگ ۱۵۹۴ میلادی)

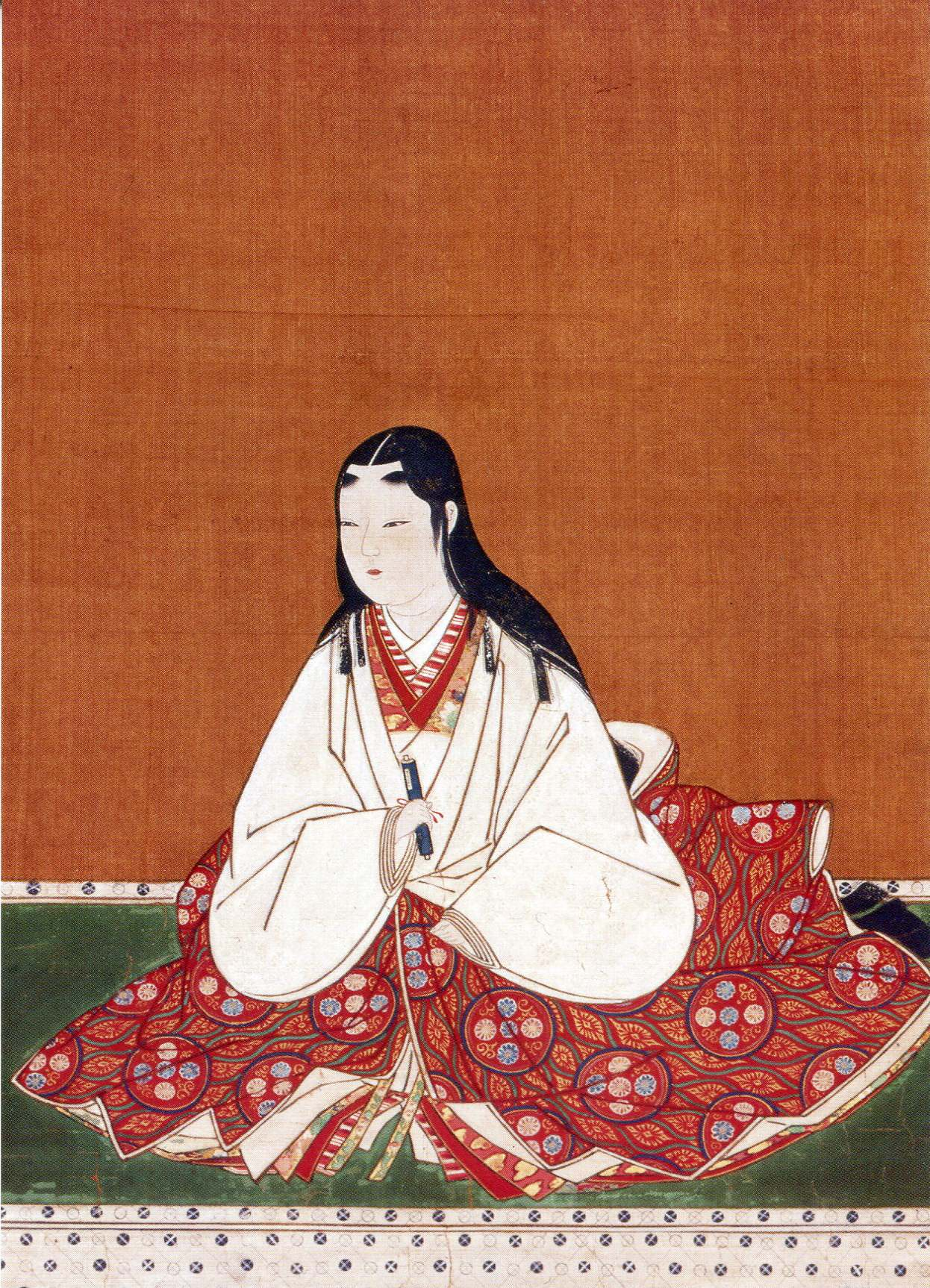
اوایچی خواهر نوبوناگا یکی از زیباترین زنان عصر خویش محسوب می‌شد.

نوبوناگا بعد از برادر بزرگترش که به صورت نامشروع به دنیا آمده بود، دومین پسر نوبوهیده محسوب می‌شود. وجود ۱۰ برادر کوچکتر از وی مورد تأیید است، اما در مورد تعداد خواهران وی اختلاف در منابع دیده می‌شود. تعداد خواهران بین ۴ تا ۱۲ نفر ذکر شده‌است.
- برادران
  - اودا نوبوهیرو (مرگ ۱۵۷۴)
  - اودا نوبویوکی (۱۵۵۷–۱۵۳۶)
  - اودا نوبوهارو (۱۵۷۰–۱۵۴۵)
  - اودا ناگاماسو (۱۶۲۲–۱۵۴۸)
  - اودا نوبوکانه (۱۵۴۸–۱۶۱۴)
  - اودا نوبوتوکی (مرگ ۱۵۵۶)
  - اودا نوبواوکی (مرگ ۱۵۷۰)
  - اودا هیده‌تاکا (مرگ ۱۵۵۵)
  - اودا هیده‌ناری (مرگ ۱۵۷۴)
  - اودا نوبوترو (۱۵۴۶–۱۶۱۰)
  - اودا ناگاتوشی (مرگ ۱۵۸۲)
- خواهران:
  - اوایچی (۱۵۸۳–۱۵۴۷)، همسر اول آزای ناگاماسا، همسر دوم شیباتا کاتسوایه
  - اواینو (مرگ ۱۵۸۲)، همسر اول ساجی نوبوکاتا، همسر دوم هوسوکاوا آکیموتو[۱۱۱]
- همسر سِی‌شیتسو (اصلی): نوهیمه دختر سایتو دوسان (تولد ۱۵۳۵ – زمان مرگ نامشخص)
- همسران سوکوشیتسو (غیراصلی): ایکوما کیتسونو، ساکاشی، کئو اون این، جیدوکواین و دیگران
- پسران:
  - اودا نوبوتادا (۱۵۸۲–۱۵۵۷)
  - اودا نوبوکاتسو (۱۶۳۰–۱۵۵۸)
  - اودا نوبوتاکا (۱۵۸۳–۱۵۵۸)
  - هاشیبا هیده‌کاتسو (۱۵۸۵–۱۵۶۷)
  - اودا کاتسوناگا (۱۵۸۲–۱۵۶۸)
  - اودا نوبوهیده (۱۵۹۷–۱۵۷۱)
  - اودا نوبوتاکا (۱۶۰۲–۱۵۷۶)
  - اودا نوبویوشی (۱۶۱۵–۱۵۷۳)
  - اودا نوبوسادا (۱۶۲۴–۱۵۷۴)
  - اودا نوبویوشی (مرگ ۱۶۰۹)
  - اودا ناگاتسوگو (مرگ ۱۶۰۰)
  - اودا نوبوماسا (بزرگترین فرزند و فرزند نامشروع) (۱۶۴۷–۱۵۵۴)[۱۱۲]
- دختران:
  - توکوهیمه (۱۶۳۶–۱۵۵۹)، همسر ماتسودایرا نوبویاسو
  - فویوهیمه (سوئو این) (۱۶۴۱–۱۵۶۱)، همسر گامو اوجیساتو
  - هیده‌کو (مرگ ۱۶۳۲)، همسر تسوتسوی ساداتسوگو
  - ای هیمه (۱۶۲۳–۱۵۷۴)، همسر مائدا توشیناگا
  - هوئون‌این (۱۶۵۳–۱۵۷۴)، همسر نیوا ناگاشیگه
  - سان نو مارو دونو (مرگ ۱۶۰۳)، همسر غیر اصلی تویوتومی هیده‌یوشی و همسر اصلی نیجو آکیزانه
  - تسوروهیمه، همسر ناکاگاوا هیده‌ماسا
  - اوفوری (مرگ ۱۶۴۳)، همسر اول میزونو تاداتانه، همسر غیر اصلی ساجی کازوناری
  - گنکواین (مرگ ۱۶۰۰)، همسر مادنوکوجی آتسوفوسا
  - گتسومیواین (مرگ ۱۶۰۸)، همسر توکودایجی سانه‌هیسا[۱۱۳]

## سالشماری رویدادها
| سال  | رویداد |
| ۱۵۳۴ | تولد به عنوان نخستین پسر مشروع اودا نوبوهیده از همسر اصلی‌اش تسوچیدا گوزن در ولایت اُواری                                                      |
| ۱۵۳۷ | سپردن اربابی قلعه ناگویا به وی در ۵ سالگی توسط پدرش، نقل مکان پدر و مادر نوبوناگا از این قلعه به قلعه فوروواتاری                             |
| ۱۵۴۶ | تغییر نام کودکی «کیپوشی»، به «سابورونوبوناگا»، پس از رسیدن به سن بلوغ                                                                        |
| ۱۵۴۷ | شرکت برای نخستین بار در نبردی در ولایت میکاوا در برابر خاندان ایماگاوا                                                                       |
| ۱۵۴۸ | ازدواج با نوهیمه سومین دختر سایتو دوسان، دایمیوی ولایت مینو                                                                                  |
| ۱۵۵۱ | جانشینی و در دست گرفتن رهبری خاندان اودا پس از مرگ پدر بر اثر بیماری                                                                         |
| ۱۵۵۲ | نبرد با یکی از ملازمان خاندان اودا به نام یاماگوچی نوری‌یوشی در نبرد آکاتسوکا به علت خیانت و پیوستن وی به خاندان ایماگاوا                     |
| ۱۵۵۲ | نبرد با معاون فرماندار ولایت اُواری، اودا نوبوتومو در نبرد کایزو (نبرد کایاتزو) و پیروزی در این نبرد                                          |
| ۱۵۵۳ | هاراکیری هیراته ماساهیده، مربی و مسئول پرورش و تربیت وی                                                                                      |
| ۱۵۵۳ | اولین دیدار با سایتو دوسان در معبد شوتوکو |
| ۱۵۵۴ | کشته شدن فرماندار ولایت اُواری شیبا یوشیمونه به دست اودا نوبوتومو                                                                             |
| ۱۵۵۵ | کشتن اودا نوبوتومو و تصاحب قلعه کیوسو، تسلط بر چهار بخش پایینی ولایت اُواری                                                                   |
| ۱۵۵۶ | کشته شدن سایتو دوسان به دست پسر ارشدش سایتو یوشیتاتسو و وارث قرار دادن نوبوناگا توسط دوسان قبل از مرگ                                        |
| ۱۵۵۶ | شورش اودا نوبویوکی در نبرد اینو علیه برادرش نوبوناگا و پیروزی نوبوناگا                                                                       |
| ۱۵۵۷ | شورش دوباره برادرش اودا نوبویوکی و کشتن وی به دست نوبوناگا در قلعه کیوسو                                                                     |
| ۱۵۵۸ | تولد دومین پسر به نام اودا نوبوکاتسو از همسر غیراصلی‌اش به نام ایکوما کیتسونو و تولد سومین پسرش اودا نوبوتاکا از همسر غیراصلی‌اش به نام ساکاشی |
| ۱۵۵۹ | اولین دیدار از کیوتو و دیدار با آشیکاگا یوشیترو سیزدهمین شوگون از شوگون‌سالاری آشیکاگا                                                        |
| ۱۵۵۹ | متحد کردن و تسلط بر تمامی ولایت اُواری |
| ۱۵۶۰ | پیروزی در نبرد اوکه‌هازاما و کشتن ایماگاوا یوشیموتو در این نبرد                                                                               |
| ۱۵۶۱ | مرگ سایتو یوشیتاتسو، دایمیوی ولایت مینو بر اثر بیماری و جانشینی پسرش سایتو تاتسواوکی                                                         |
| ۱۵۶۲ | بستن قرارداد وحدتی به نام «اتحاد کیوسو» با توکوگاوا ایه‌یاسو                                                                                  |
| ۱۵۶۳ | نقل مکان به قلعه کوماکی جهت استقرار سربازان برای حمله به ولایت مینو                                                                          |
| ۱۵۶۴ | حمله به ولایت مینو |
| ۱۵۶۵ | به ازدواج درآوردن دختر خوانده‌اش با پسر تاکدا شینگن به منظور تحکیم وحدت                                                                       |
| ۱۵۶۶ | به ازدواج درآوردن دخترش توکوهیمه با پسر توکوگاوا ایه‌یاسو به منظور تحکیم وحدت                                                                 |
| ۱۵۶۷ | به ازدواج درآوردن خواهرش اوایچی با آزای ناگاماسا به منظور تحکیم وحدت                                                                         |
| ۱۵۶۷ | پیروزی در محاصره قلعه اینابایاما و نابود کردن خاندان سایتو؛ تسلط بر ولایت مینو                                                               |
| ۱۵۶۸ | لشکرکشی به کیوتو و تصرف پایتخت پس از درخواست کمک از طرف آشیکاگا یوشی‌آکی                                                                      |
| ۱۵۶۹ | ملاقات با مبلغ مسیحی لوئیس فرویس و اجازهٔ ترویج مسیحیت                                                                                        |
| ۱۵۷۰ | پیروزی در نبرد آنه‌گاوا |
| ۱۵۷۱ | آتش زدن کوه هیئی و از بین بردن معابد بودایی در این کوه                                                                                       |
| ۱۵۷۲ | ارسال بیانیهٔ بازجویی حاوی ۱۷ ماده به آشیکاگا یوشی‌آکی، به وخامت گراییدن رابطه با یوشی‌آکی                                                      |
| ۱۵۷۳ | پایان دادن به شوگون‌سالاری آشیکاگا و اخراج آشیکاگا یوشی‌آکی از کیوتو                                                                           |
| ۱۵۷۳ | پیروزی در محاصره اودانی و از بین بردن خاندان آساکورا و خاندان آزای                                                                           |
| ۱۵۷۴ | پایان محاصره‌های ناگاشیما |
| ۱۵۷۵ | پیروزی در نبرد ناگاشینو در برابر تاکدا کاتسویوری                                                                                             |
| ۱۵۷۶ | شکست در اولین نبرد از نبردهای کیزوگاواگوچی در برابر خاندان موری که از ایکو-ایکی حمایت می‌کرد.                                                 |
| ۱۵۷۷ | خیانت آراکی موراشیگه به نوبوناگا و پیوستن وی به خاندان موری                                                                                  |
| ۱۵۷۸ | پیروزی در دومین نبرد از نبردهای کیزوگاواگوچی در برابر خاندان موری                                                                            |
| ۱۵۷۸ | حمله به چوگوکو، اعزام تویوتومی هیده‌یوشی به ناحیه چوگوکو در غرب ژاپن به منظور تسخیر این منطقه                                                 |
| ۱۵۷۹ | به اتمام رسیدن ساخت قلعه آزوچی |
| ۱۵۸۰ | پایان نبردهای ۱۰ ساله نبردهای ایشی‌یاما هونگان با پیروزی نوبوناگا                                                                             |
| ۱۵۸۱ | برگزاری رژه اسب کیوتو |
| ۱۵۸۲ | مرگ در اثر هاراکیری در طی حادثه معبد هوننو                                                                                                   |

## منبع‌شناسی
منابعی که توسط معاصران نوبوناگا نوشته شده‌است:
- نوبوناگا کوکی؛  اوتا گیوایچی — کتابی در مورد وقایع در ارتباط با اودا نوبوناگا است که توسط اوتا گیوایچی یک جنگجوی در خدمت اودا نوبوناگا نوشته شده‌است. این کتاب معتبرترین مرجع تاریخی در مورد نوبوناگا شمرده می‌شود.[۱۱۷]
- تاریخ ژاپن؛  لوئیس فرویس — وقایع تاریخی از ۱۵۴۹ تا ۱۵۹۴ را در بر می‌گیرد.[۱۱۸] تاریخ فرویس از نظر تاریخی ارزش بسیاری دارد، اما در برخی موارد از نظر درک نادرست فرهنگ ژاپن یا ارزیابی وقایع از دریچهٔ یک مسیحی متعصب ایراداتی بر آن گرفته شده‌است.[۱۱۹]
- هوآن شینچوکی؛ اوزه هوآن — این کتاب بر اساس کتاب نوبوناگا کوکی نوشته شده و داستان‌ها و حکایت‌های بسیاری بر اصل کتاب افزوده شده‌است. این کتاب در ۱۶۲۲ در دوره ادو منتشر شد و در بین مردم محبوبیت داشت، اما از نظر صحت تاریخی ارزش چندانی ندارد.[۱۲۰]
- یادداشت‌هایی از کشور پادشاهی ژاپن؛ آویلا گیرون — حوادث مربوط به قدرت‌گیری نوبوناگا تا حادثه معبد هوننو در این کتاب ذکر شده‌است. از نظر تاریخی مرجعی ارزشمند است.
- میکاوا مونوگاتاری؛ اوکوبو تاداتاکا[۱۲۱]
- کاواسومی تایکوکی — در مورد زندگی تویوتومی هیده‌یوشی نوشته شده، اما نقل رویدادها از حادثه معبد هوننو که با نوبوناگا در ارتباط است، شروع می‌شود.[۱۲۲]
- توکی‌تسونه کیوکی (خاطرات روزانهٔ توکی‌تسونه)؛ یاماشینا توکی‌تسونه
- کانه‌می کیوکی (خاطرات روزانهٔ کانه‌می)؛ یوشیدا کانه‌می — در ارتباط با رویدادهای دوره آزوچی–مومویاما فقط به حادثهٔ معبد هوننو پرداخته‌است.[۱۲۳]
- تایکوکی؛ اوزه هوآن — عمدتاً در مورد زندگی تویوتومی هیده‌یوشی است.
- کویو گونکان — عمدتاً توسط کوساکا ماسانوبو نوشته شده و در ۱۶۱۶ توسط اوباتا کاگه‌نوری تکمیل شده‌است.
- سیشوگونکی
- ساکوماگونکی